# Autorité provisoire des Nations unies au Cambodge
28 février 1992 – 24 septembre 1993
Entités précédentes :
- République populaire du Kampuchéa/État du Cambodge

Entités suivantes :
- Cambodge

L’Autorité provisoire des Nations unies au Cambodge (APRONUC) (en anglais : United Nations Transitional Authority in Cambodia (UNTAC) ; en khmer : អាជ្ញាធរអន្តរកាលសហប្រជាជាតិនៅកម្ពុជា) est un État d'Asie du Sud-Est administré par l'Organisation des Nations unies dans le cadre d'une opération de maintien de la paix qui s’est déroulée au Cambodge du 28 février 1992 au 24 septembre 1993.
Son but était de faire respecter les engagements contractés lors de la signature des accords de paix de Paris du 23 octobre 1991 et sa fonction prit officiellement fin le 24 septembre 1993, lorsque, la nouvelle constitution fut adoptée par le parlement cambodgien.
La mission fut fortement contrariée par la mauvaise volonté de la faction khmère rouge à désarmer ses troupes et du gouvernement de Phnom Penh à soustraire de sa tutelle les administrations centrale, provinciales et locales.

## Généralités
L'APRONUC en chiffres :
- Dates
  - Création : 28 février 1992
  - Fin de mission : 24 septembre 1993
- Dirigeants
  - Chef de mission, représentant spécial du Secrétaire général de l'ONU : Yasushi Akashi
  - Forces armées : Lieutenant-Général John Sanderson
  - Police : Brigadier-Général Klaas Roos jusqu'en août 1993, puis Inspecteur Général adjoint Shahudul Haque
- Effectifs
  - Militaires : 15 991
  - Police : 3 359
  - Personnel civil international : 1 149
  - Volontaires des Nations unies : 465
  - Personnel local : 4 830
- Pays engagés (45) : Algérie, Allemagne, Argentine, Australie, Autriche, Bangladesh, Belgique, Brunei, Bulgarie, Cameroun, Canada, Chili, Chine, Colombie, Égypte, États-Unis, Fidji, France, Ghana, Hongrie, Inde, Indonésie, Irlande, Italie, Japon, Jordanie, Kenya, Malaisie, Maroc, Namibie, Népal, Nigeria, Norvège, Nouvelle-Zélande, Pakistan, Pays-Bas, Philippines, Pologne, Royaume-Uni, Russie, Sénégal, Suède, Thaïlande, Tunisie et Uruguay
- Décès : (82)
  - Observateurs militaires : 4
  - Autre personnel militaire : 41
  - Policiers : 16
  - Civils internationaux : 5
  - Personnel local: 16
- Budget : 1,6 milliard USD (y compris coût de la MIPRENUC)

## Histoire

### La création de la mission
La mission était l’aboutissement d’une intense activité diplomatique qui avait débuté après l’invasion vietnamienne du Cambodge en décembre 1978.
La guerre civile qui s’en était suivie ne trouva un répit qu’avec la signature des accords de paix de Paris du 23 octobre 1991. Ses conclusions furent approuvées par le Conseil de sécurité des Nations unies qui demanda, le 31 octobre 1991, à son secrétaire général de préparer un plan détaillé de mise en place d’un processus de retour à la paix.
Il fut décidé d’une période transitoire qui prendrait fin lorsqu’une assemblée législative, élue en conformité avec les accords, aurait choisi un nouveau gouvernement. Le Conseil National Suprême (CNS) cambodgien, composé de représentants de la République populaire du Kampuchéa et des trois composantes de son opposition (les royalistes du FUNCINPEC, les républicains du Front national de libération du peuple khmer et les dirigeants khmers rouges regroupés au sein du Parti du Kampuchéa démocratique (PKD)), fut déclaré comme unique autorité pour assurer la souveraineté, l’indépendance et l’unité du Cambodge pendant la période transitoire. Ce comité devait aussi représenter le Cambodge à l’extérieur, notamment auprès de l’Organisation des Nations unies. Le conseil de sécurité devait de son côté établir une administration, qui allait devenir l’APRONUC, et le Secrétaire général devait désigner un représentant spécial qui agissait en son nom. Le CNS déléguait à l’ONU tous les pouvoirs nécessaires à la mise en œuvre des accords et invitait le représentant des Nations unies à toutes ses réunions.
Conformément à ces accords, le 27 novembre 1991, Khieu Samphân et Son Sen, représentants du PKD, arrivent à Phnom Penh mais doivent aussitôt en repartir, manquant de peu de se faire lyncher par une foule en furie.
Le 9 janvier 1992, Boutros Boutros-Ghali, qui venait de succéder à Javier Pérez de Cuéllar au poste de secrétaire général des Nations unies, nommait le japonais Yasushi Akashi comme son représentant spécial au Cambodge. Le 18 janvier 1992, il demandait à l’assemblée générale d’avaliser un projet initial de 200 millions de dollars exigibles dans les plus brefs délais et chargé de couvrir les frais d’installation, de transport, de communications et autres services vitaux. Le programme sera approuvé le 14 février 1992.
Le 19 février 1992 un plan définitif et complet d’implémentation de l’autorité provisoire est soumis au conseil de sécurité. Ce plan prévoit notamment l’envoi d’une composante militaire de 15 900 hommes dirigés par un commandant des forces armées. Elle incluait 204 membres du quartier général, 485 observateurs militaires, 10 200 éléments d’infanterie, 2 230 du génie, et un groupe de support aérien comprenant 326 personnes, 10 avions et 26 hélicoptères, 582 spécialistes du balisage, 541 membres d’une unité médicale, 160 policiers militaires, un bataillon logistique de 872 individus et enfin une unité navale de 376 hommes, 6 patrouilleurs maritimes, 9 fluviaux, 3 péniches de débarquement et 12 autres bateaux. S’il était prévu d’installer la base opérationnelle en Thaïlande, le quartier général était situé à Phnom Penh alors que pour assurer un meilleur fonctionnement, le Cambodge était subdivisé en neuf secteurs dont deux disposeraient de leur propre siège administratif. Le secrétaire général préconisait que les forces militaires soient totalement déployées à la fin mai 1992.
D’autre part, dans le but d’assurer le succès de l’opération il était demandé à toutes les parties cambodgiennes de respecter scrupuleusement leurs engagements et de pleinement coopérer avec la composante militaire de l’APRONUC qui demandait de son côté une totale liberté de mouvement et de coopération. Vu l’ampleur de la tâche, il fut décidé d’informatiser l’ensemble des missions. Le Secrétaire général escomptait que cela augmenterait l’efficacité du dispositif et faciliterait son contrôle. Dans le même temps, les différentes composantes avaient besoin, pour fonctionner, d’informations qu’il leur serait difficile d’obtenir avec les moyens existant sur place. Également, pour respecter les accords de Paris, les indications concernant l’état d’avancement des différentes activités devait être communiquées aux quatre composantes du CNS. Il fut suggéré de créer un bureau d’information au quartier général, chargé de collecter et diffuser les renseignements à l’ensemble des acteurs.
L’adoption le 28 février 1992, de la résolution 745 du Conseil de sécurité des Nations unies signe la naissance officielle de l’APRONUC, première opération où l’ONU ne se contentait plus seulement de superviser une élection, mais devait administrer un État indépendant et dont le mandat ne devait pas dépasser 18 mois.

### Le déploiement
L’autorité provisoire prit la suite de la Mission préparatoire des Nations unies au Cambodge (MIPRENUC) déjà sur place depuis octobre 1991 et qui œuvrera jusqu’à ce que l’APRONUC soit pleinement opérationnelle. Le déploiement débuta officiellement le 15 mars 1992 avec l’arrivée dans la capitale du japonais Yasushi Akashi, représentant spécial du secrétaire général des Nations unies, du Lieutenant-Général australien John Sanderson, commandant en chef des forces armées et du premier contingent,.
Afin de garantir de bonnes relations avec le CNS et son président, Norodom Sihanouk, des lignes de téléphones directes furent mises en place dès le 1er avril 1992 entre le commandant des forces armées, le représentant spécial et les délégués des quatre partis cambodgiens. Yasushi Akashi, en accord avec le prince Sihanouk, prit l’initiative d’élaborer les ordres du jour des réunions du CNS. Sur les 21 réunions ordinaires tenues pendant la mission, 5 eurent lieu avant la fin avril. Des comités de conseil techniques furent créés, dirigés par des officiels de l’APRONUC, qui couvraient les différents domaines du ressort de l’autorité. Début mai, le personnel des Nations unies s’élevait déjà à 4 000 personnes sur place, dont plus de 3 600 militaires. À la fin avril 1992, 193 observateurs de police avaient été déployés dans les provinces de Banteay Mean Chey et Battambang, où les réfugiés affluaient. Des mises en place supplémentaires étaient prévues en accord avec le Haut Commissariat des Nations unies pour les réfugiés en fonction du développement des rapatriements. D’autres observateurs furent installés aux trois points de contrôle frontaliers établis par les militaires de l’APRONUC et à Phnom Penh. À terme, il était prévu de faire appel à 3 600 enquêteurs. Leur rôle devait être crucial pour créer un environnement favorable à l’établissement d’élections libres et équitables.
Toutefois, à la fin avril, le nombre restreint d’observateurs promis par les États membres mettait en péril la mission. L’administration civile établit néanmoins des modes opératoires destinés à s’assurer du respect du droit de réunion et de la liberté d’association qui furent présentés au CNS le 6 avril 1992. Le recrutement de cette administration fut au moins à ses débuts laborieux, vu le haut degré de spécialisation demandé. La surveillance des agences, corps et bureaux en coopération avec les médias cambodgiens ne devint effective qu’à la fin d’avril 1992, une fois mis en place les moyens techniques de contrôler la bonne marche du réseau d’information du pays. On utilisa les systèmes de transmission radio existant du Sud-est asiatique pour diffuser des programmes éducatifs et des nouvelles auprès de la population. Un bulletin d’actualités de l’APRONUC a également été mis en place.
Boutros Boutros-Ghali visita le Cambodge du 18 au 20 avril 1992 et, le 1er mai, il présente un rapport au conseil de sécurité des Nations unies où il estime que les débuts de la mission sont encourageants.

### Les premières difficultés
Par la résolution 766 du 21 juillet 1992, le conseil de sécurité approuve les efforts du secrétaire général pour mettre en place les accords de Paris mais déplore toutefois que le Parti du Kampuchéa démocratique (PKD) entrave le déploiement des forces de l’APRONUC dans les zones sous son contrôle ; il demande que la direction khmère rouge accepte de mettre en œuvre la seconde phase du désarmement et les autres aspects de l’accord dans les plus brefs délais. Il appelle aussi le secrétaire général à veiller à ce que l’aide internationale déployée au Cambodge ne se fasse qu’au seul bénéfice des parties qui tiendraient leurs engagements,.
Cette réserve montre qu’en cette fin de juillet, alors que 14 300 militaires avaient été déployés et que le dernier contingent de 1 600 était en cours d’acheminement, la situation s’était dégradée. Alors que la conjoncture économique restait précaire et que l’hyperinflation menaçait, les délégués du PKD avaient également entamé des manœuvres dilatoires en vue de se soustraire à leurs engagements. Des actions violentes de leur part étaient signalées un peu partout dans le pays. Ainsi, le 9 juillet, un troisième hélicoptère de l’ONU avait essuyé des tirs près de Pailin. Préférant privilégier le dialogue plutôt que le rapport de force, l’APRONUC se contenta alors d’une lettre de protestation à l’officier de liaison khmer rouge lui « demandant que les troupes dans la région … évitent de se livrer à de tels actes » et commanda mille gilets pare-balles pour protéger ses troupes.
Les perspectives n’étaient pas très encourageantes, mais le représentant spécial restait optimiste. Il comptait sur le désir d’un retour à la paix ardemment exprimé par la majeure partie de la population cambodgienne. En dépit du refus continuel du PKD de permettre à l’APRONUC d’accéder aux zones qu’il contrôlait et d’autoriser le cantonnement de ses militaires, le secrétaire général affirmait dans son bilan du 21 septembre 1992 au conseil de sécurité, que le personnel international aurait acquis un certain pouvoir au Cambodge. Ses troupes avaient été déployées sur la majeure partie du territoire et une présence policière serait perceptible dans la plupart des villages et les Cambodgiens étaient formés aux problèmes de droits de l'homme. Enfin, plus de 115 000 réfugiés et personnes déplacées avaient été rapatriés. L’APRONUC pressait pour que la porte reste ouverte à une participation pleine et entière des membres du PKD au processus de paix. Toutefois, leur volonté persistante de ne pas remplir leurs engagements des accords de Paris constituait une entrave à la bonne marche des opérations.

### Les tentatives de négociation
Dans son rapport du 21 septembre 1992, le secrétaire général demandait également au conseil de sécurité d’étudier toute action visant à montrer la détermination de la communauté internationale à faire appliquer les accords de Paris. Il priait les ministres des Affaires étrangères indonésien et français, coprésidents de la conférence de Paris, d’entreprendre des consultations afin de sortir de l’impasse, ou, si cela s’avérait impossible, de mettre en place les différentes mesures nécessaires à la réalisation des objectifs fondamentaux des accords.
Le 13 octobre 1992 le conseil de sécurité confirmait dans sa résolution no 783 que le processus électoral devait se dérouler suivant le calendrier préalablement fixé et exigeait du PKD, entre autres choses, de se conformer immédiatement aux obligations qu’il avait contractées lors de la signature des accords de Paris. Il demandait également aux gouvernements japonais et thaïlandais, qui avaient été sollicités pour chercher des solutions à la crise actuelle, de poursuivre leurs efforts. Enfin, le secrétaire général est prié de faire pour le 15 novembre un compte-rendu de l’application de la résolution no 783 .
Du 22 au 29 octobre, le Japon et la Thaïlande entreprenaient des pourparlers avec le PKD qui se concluaient par un échec. Plus tard, les 7 et 8 novembre, les coprésidents de la conférence de Paris se réunissaient à Pékin avec le CNS, les représentants des cinq membres permanents du conseil de sécurité des Nations unies, de l’Australie, l’Allemagne, le Japon, la Thaïlande et du secrétaire général. Les coprésidents durent conclure que le PKD n’était toujours pas prêt à coopérer et ses partisans exigeaient de leur côté le démantèlement des structures administratives existantes et la mise en place d’un environnement politique neutre avant de prendre part au processus électoral.
Le 15 novembre 1992, le secrétaire général annonçait au conseil de sécurité la suspension du désarmement et ses craintes quant à la tenue des élections alors que les cantonnements n’avaient pas été menés à terme. Il continuait néanmoins à penser qu’une action diplomatique patiente était le seul moyen de remettre le processus de paix sur les rails. Il préconisait que l'APRONUC continua son dialogue avec le PKD afin de prendre en compte ses réserves et le persuader de ne pas se soustraire aux obligations qu’il avait contractées lors des accords de Paris.
Dans le même temps, le Conseil de sécurité condamnait le manquement du PKD à ses engagements et décidait d’un embargo pétrolier sur les zones sous son contrôle. Cette mesure ne sera néanmoins pas efficace à cause des complicités de certains officiers et hommes d’affaires thaïlandais.
Vu les circonstances et pour des raisons de sécurité, il n’était pas possible de réduire comme initialement prévu la présence militaire sur le terrain avant les élections. Le problème d’immigration était un autre sujet qui perturbait fortement les Cambodgiens. Les meurtres de villageois d’origine vietnamienne créaient d’importantes difficultés pour le maintien d’un climat de sécurité et la création d’un environnement politique neutre. Les enquêtes de l'APRONUC montraient que des unités du PKD étaient directement impliquées dans plusieurs de ces incidents.
À partir de septembre 1992, Norodom Sihanouk fit des séjours de plus en plus fréquents à Pékin, officiellement pour y suivre un traitement médical. Afin de conserver une certaine cohésion au sein du CNS, le représentant spécial devait organiser, avec l’accord du prince, des sessions de travail à Phnom Penh, mais Yasushi Akashi n’avait pas le charisme de l’ancien monarque pour faire valider les décisions qui s’imposaient.
Le 20 décembre 1992, Norodom Sihanouk ayant exprimé le désir de se mettre « au-dessus des partis », le CNS passait à 13 membres, accueillant un certain Sam Rainsy comme représentant supplémentaire du FUNCINPEC.
En mars 1993, alors que la situation s’était enlisée et que l'APRONUC ne semblait pas en mesure de régler la crise, l’ancien (et futur) monarque décide de convoquer une conférence des quatre parties cambodgiennes en vue de former un « gouvernement provisoire de réconciliation nationale ». Devant le manque d’enthousiasme de « certaines puissances occidentales et certains groupes khmers », il renoncera (pour un temps) à aller plus avant dans cette initiative.
De son côté, le PKD, après une série de manœuvres dilatoires, annonçait officiellement au CNS le 4 avril 1993 sa décision de ne pas participer au processus électoral, prétextant que l’occupation continue du Cambodge par les forces vietnamiennes était toujours effective et déplorant l’absence d’un environnement politique neutre. Le 13 avril, Khieu Samphân écrivait au prince Sihanouk que son parti ne participerait plus aux réunions du CNS à Phnom Penh, à cause du manque de sécurité qui y régnait et qu’il quittait temporairement la ville.

### Les élections
Malgré cela, plus de 4 millions de Cambodgiens (environ 90 % des personnes susceptibles de voter) ont choisi parmi les vingt partis en lice aux élections en mai 1993 et ce en dépit des menaces khmères rouges,. Le FUNCINPEC du Prince Norodom Ranariddh, profitant notamment de l’aura de Sihanouk et du souvenir qu’avait laissé la période où il dirigeait les destinées du pays, arrive en tête devant le Parti du peuple cambodgien du premier ministre sortant Hun Sen et le Parti libéral démocratique bouddhiste de Son Sann.
Certains élus du Parti du peuple cambodgien, déçus par ce résultat, tentèrent de créer une république dissidente composée des provinces de la frontière Est du pays où ils étaient majoritaires. Cette tentative n'ayant pas abouti, les titulaires qui y ont participé durent céder leur siège aux suivants de la liste du même parti.
Les partis représentés à l’Assemblée se réunirent pour participer à un projet de constitution qui fut approuvé par les députés et promulgué le 24 septembre 1993. Elle établissait une démocratie libérale à partis multiples dans le cadre d’une monarchie constitutionnelle où Norodom Sihanouk retrouvait le titre de roi qu’il avait abandonné en 1955.
Toutefois, le FUNCINPEC, bien que vainqueur des élections, n'avait pas d’implantation locale et d’administration à proposer. De son côté, le PPC n’était pas disposé à relâcher sa mainmise sur l'administration du pays. Après quelques tractations dont la politique khmère a le secret, le Prince Norodom Ranariddh et Hun Sen furent nommés respectivement premier et second Premiers ministres, chaque ministère important était doublé et tenu par un membre de chacun des deux principaux partis alors que les autres portefeuilles étaient répartis de manière équitable, soit 27 ministres et 21 secrétaires d’État pour chacun.

### Le retrait
Même si une partie du personnel international était resté au Cambodge après les élections, un nombre important avait été retiré, car leur mission était arrivée à terme. La majorité du repli concernait les agents électoraux et avait eu lieu à la fin de juin 1993. Pour des raisons de sécurité, le retrait des employés civils devait être coordonné avec celui des militaires, mais il était difficile car il impliquait le déplacement de milliers de soldats sur des infrastructures gravement endommagées par la saison des pluies. D’après le plan du secrétaire général, il était prévu qu’il entre dans sa phase principale à partir du 31 juillet, et que les troupes auraient quitté le pays au 15 novembre 1993.
Le 27 août 1993, le conseil de sécurité, dans la résolution 860, approuve le plan de retrait et la date butoir du 15 novembre 1993 pour la fin de celui-ci.
Le mandat confié à l'APRONUC prit officiellement fin le 24 septembre 1993, quand Norodom Sihanouk, qui avait retrouvé son trône, promulguait officiellement la nouvelle constitution. Enfin, le représentant spécial quittait pour sa part le Cambodge le 26 septembre 1993 alors que le retrait de la composante militaire s’acheva comme prévu le 15 novembre, même si le dernier groupe de déminage partit 2 semaines plus tard et qu’enfin les derniers éléments de l’équipe médicale s’en allaient le 31 décembre..
Le Canada a commencé à retirer ses troupes en septembre 1993, et la plupart des représentants canadiens étaient déjà partis à la fin d'octobre de la même année. Les trois derniers partiraient à leur tour en décembre 1993.
Dans sa résolution 880 du 4 novembre 1993, le conseil de sécurité exprimait sa vive satisfaction quant au fait que la Mission « ayant été menée à bonne fin à la suite des élections tenues du 23 au 28 mai 1993, l’objectif des Accords de Paris s’est trouvé réalisé, à savoir redonner au peuple cambodgien et à ses dirigeants démocratiquement élus la possibilité d’assumer la responsabilité principale de la paix, de la stabilité, de la réconciliation nationale et de la reconstruction dans leur pays ». D’autre part, le conseil rendait hommage au travail de l'APRONUC, « dont le succès constitue une réussite majeure pour l’Organisation des Nations unies ». Enfin, le secrétaire général espérait que la communauté internationale serait satisfaite que, malgré les difficultés, l’organisation d’élections libres et équitables ait pu être menée à bien et que la mission laisserait une base solide pour que les Cambodgiens puissent construire un futur stable et paisible.
Après le retrait des forces de l’APRONUC, plusieurs agences des Nations unies restèrent dans le pays pour aider à la reconstruction et le développement. Ainsi, dès 1993, en conformité avec les accords de Paris, le secrétaire général nommait un représentant spécial chargé des droits de l’homme.

## Décoration

### Le ruban

Ruban de la Médaille.

Le ruban de cette mission est composé de neuf bandes : 
- vert foncé (9 mm), symbole des rizières qui nourrissent le pays
- bleu foncé (1 mm), une des couleurs des drapeaux des différentes factions du CNS
- bleu pâle (4 mm), couleur de l’ONU
- rouge (1 mm), la seconde couleur des drapeaux des différentes factions du CNS
- blanc (3 mm), la dernière couleur des drapeaux des différentes factions du CNS
- rouge (1 mm)
- bleu pâle (4 mm)
- bleu foncé (1 mm)
- vert foncé (9 mm).

### Attribution
Cette médaille était décernée aux personnes pouvant justifier d’au moins 90 jours de service sur le terrain entre mars 1992 et décembre 1993, date de la fin de l’APRONUC.

## Missions
Les différentes tâches dévolues à l’autorité avaient été définies dès octobre 1991, lors de la signature des accords de Paris sur le Cambodge et s’articulaient autour des axes suivants :
- assurer l’unité, l’indépendance, la neutralité, la souveraineté, l’intégrité et l’inviolabilité territoriale du pays
- encadrer et vérifier le départ définitif de forces militaires étrangères
- cantonner, désarmer et démobiliser 70 % des effectifs des factions combattantes cambodgiennes ; démanteler les caches d’armes; assurer le respect du cessez-le-feu
- rapatrier les réfugiés et personnes déplacées puis les réinstaller
- maintenir le droit et l’ordre ; restaurer la paix ; établir une administration civile en exerçant le contrôle des activités gouvernementales tout en promouvant et sensibilisant la police et la population locale au respect des droits de l'homme
- organiser des élections libres et équitables
- superviser la rédaction d’une nouvelle constitution
- aider à la reconstruction économique et au développement en réhabilitant les infrastructures de base

Les objectifs des accords militaires conclus pour la phase transitoire étaient de stabiliser la situation en matière de sécurité et de créer un climat de confiance entre les parties engagées dans le conflit. La réussite de ces objectifs était une condition préalable et nécessaire au succès des différentes missions. Outre son implication dans le cessez-le-feu et le cantonnement, la composante militaire devait aussi prendre part à d’autres activités telles le contrôle des armements, le rapatriement des réfugiés ou participer à des programmes civils, notamment ceux concernant le déminage, la logistique, les communications et le contrôle des frontières.

### Retrait des forces étrangères
Au terme de l’accord de Paris, « toutes les catégories de forces étrangères, conseillers étrangers et personnels militaires étrangers demeurant au Cambodge, ainsi que leurs armes, munitions et équipements » devaient être retirés immédiatement ; il était, toujours d’après les termes de l’accord, du ressort de l’APRONUC de vérifier que ce retrait était effectif et définitif.
Il avait été envisagé d’établir 24 points de contrôle 
- 9 à la frontière avec le Viêt Nam
- 7 à celle avec la Thaïlande
- 2 à celle du Laos
- 1 dans le port de Phnom Penh
- 1 dans celui de Sihanoukville
- 1 à l’aéroport de Phnom Penh
- 1 à celui de Battambang
- 1 à celui de Siem Reap
- 1 à celui de Stoeng Treng

Il devait aussi y avoir plusieurs unités de contrôle mobiles.
Lors de la première phase du déploiement de l’APRONUC, trois points furent ouverts le long de la frontière vietnamienne. Dès juin 1992 la question revient sur le devant de la scène, lorsque le PKD prétextait la présence au Cambodge de personnel militaire étranger pour suspendre l’application du processus de paix, officiellement jusqu’à ce que l’APRONUC ait vérifié leur retrait définitif. Même si la nationalité de ce personnel n’était consignée dans aucun document des Nations unies, les sources khmères rouges ne laissaient planer aucun doute quant à l’origine qu’elles lui attribuaient. Afin de tenir compte de ces réserves, il fut décidé de créer un dixième point de contrôle à la frontière vietnamienne, de déployer l’ensemble des postes de vérification plus tôt qu’initialement prévu et d’inviter les quatre partis à participer à leur mise en place. Les équipes mobiles furent chargées en outre de mener les enquêtes, notamment sur les allégations de présence de forces étrangères. Même si le PKD a confirmé par écrit les accusations qu’il portait, il a refusé de fournir du personnel pour participer aux enquêtes.
De son côté, dès le 30 mai 1992, le Viêt Nam avait attesté que ses forces, volontaires et équipement avaient été complètement retirés au 26 septembre 1989 et n’avait pas été réintroduits depuis, qu’en outre, à cette date, le programme d’assistance militaire avait été suspendu et qu’aucun pays n’avait été autorisé à utiliser une portion quelconque de son territoire pour fournir une aide à un des partis cambodgiens.
Si l’on en croit Jean-Claude Pomonti, correspondant du Monde à Bangkok, il semble toutefois que le gouvernement de Hanoï ait conservé jusqu’en juillet 1991, un effectif d’environ 4 000 hommes chargés d’apporter une assistance discrète à l’armée de la République populaire du Kampuchéa alors en lutte contre les troupes khmères rouges.
Le 22 septembre 1992, le conseil de sécurité confirmait son souhait de voir les points de vérification frontaliers recommandés préalablement par le secrétaire général rapidement établis. En novembre, les forces militaires jusqu’alors chargée de procéder au cantonnement des troupes des différents partis, étaient redéployées au contrôle des frontières, à la suite de la suspension du désarmement causée par le refus khmer rouge de coopérer. L’APRONUC consacrait néanmoins une attention toute particulière à la possible présence de troupes étrangères au Cambodge. Elle demandait continuellement aux partis cambodgiens d’étayer leurs insinuations avec des informations vérifiables, mais aucun ne le fit. Elle mit aussi en place des équipes d’enquêteurs qui devaient examiner les accusations. Ces unités ne trouvèrent aucune preuve de la présence de troupes armées organisées dans les zones auxquelles elles avaient accès.
En fait, il s’agissait d’une divergence de point de vue. Là où les troupes internationales cherchaient des « unités militaires organisées » qu’elles ne trouvaient pas, le PKD, comme une grande partie de la population cambodgienne se plaignait de la recrudescence de l’immigration vietnamienne depuis 1979, considérant ces arrivants comme les agents d’une vietnamisation rampante du pays alors que le gouvernement de Hanoï prétendait pour sa part qu’il ne s’agissait pour l’essentiel que d’une partie des personnes chassées par la République khmère au début des années 1970. En réalité, il apparait clairement que le Cambodge était alors considéré comme une terre d’opportunités par nombres de vietnamiens fuyant le chômage endémique de leur pays. Des études estiment le flux à 700 000 migrants, ce qui dans un pays où la population était alors estimée à 7 millions d’habitants est loin d’être négligeable, surtout quand on y rajoute les 220 000 hommes du corps expéditionnaire stationné dans les années 1980. Dans le même temps, les milices khmères rouges avaient lancé des opérations contre la communauté vietnamienne et le gouvernement de Phnom Penh n’avait pas hésité à fournir des armes à d’anciens Bô Dôi et déserteurs qui s’étaient établis au Cambodge afin qu’ils puissent assurer par eux-mêmes leur protection ; cela ne pouvait qu’ajouter à la confusion qui régnait alors et était de plus contraire à l’esprit des accords de Paris.
Le 20 octobre 1992, lors d’une réunion du CNS, Khieu Samphân avait plaidé que ces immigrés cachaient en fait 10 000 officiers et 30 000 soldats qui formaient l’épine dorsale du régime de Phnom Penh ; il était donc nécessaire d’après lui de démanteler toute l’administration en place pour assurer un retrait effectif des troupes étrangères du pays.
À l’occasion des opérations qui suivirent, l’APRONUC découvrait « trois soldats vietnamiens qui pouvaient correspondre au qualificatif de forces étrangères ». Ces trois hommes qui avaient fait partie du corps expéditionnaire s’étaient mariés avec des Cambodgiennes et deux d’entre eux se livraient à des missions ponctuelles au sein de l’armée de Phnom Penh alors que le troisième aurait pris sa retraite en 1990. Hanoï refusait de son côté de rapatrier ces trois soldats au prétexte qu’ils « sont devenus des Cambodgiens d’origine vietnamienne ». Le conseil de sécurité, dans sa résolution 810 du 8 mars 1993, renouvelait pour sa part sa demande de départ immédiat de toutes les forces et conseillers étrangers.
Enfin, le 4 avril 1993, alors que la présence de troupes thaïlandaises dans les zones khmères rouges était devenu un secret de Polichinelle et que l’APRONUC n’était pas autorisée à aller y enquêter, le PKD persistait à affirmer que des forces vietnamiennes continuaient à occuper le Cambodge pour justifier devant le CNS sa décision de ne pas participer aux élections prévues en mai.

### Respect de l’intégrité territoriale
Le respect de l’intégrité territoriale faisait à lui seul l’objet d’un texte spécifique des accords de Paris, ce qui montre qu’il était au centre de préoccupations importantes.
De nombreux témoignages affirmaient que des empiétements avaient eu lieu sur la frontière vietnamienne au détriment du Cambodge lorsque le pays était occupé par les troupes de Hanoï.
Des recherches débutent donc à la frontière thaïlandaise et constatent plusieurs « modifications » impromptues, mais l’enquête est interrompue à la demande du gouvernement de Bangkok.
Depuis, l’opposition cambodgienne dénonce les amputations régulières de territoires cambodgiens à la frontière orientale.
On ne peut donc que regretter que la suggestion de Lau Teik Soon, directeur du département des sciences politiques de l’université nationale de Singapour, de profiter de l’occasion pour régler définitivement les contentieux sur les  frontières avec la Thaïlande et le Viêt Nam, n’ait malheureusement pas été menée à bien ; cela aurait certainement éviter les troubles qui n’ont pas manqué d’empoisonner plus tard la vie politique cambodgienne,.

### Désarmement
Dès le 7 novembre 1991, le secrétaire général affirmait : « pour que l’opération réussisse, il faudra que toutes les parties concernées observent strictement et fidèlement les termes des accords de Paris et apportent leur coopération entière et constante pendant toute la période de transition ». Au premier rang de ces engagements se trouvait le respect d’un cessez-le-feu et d’un désarmement des forces en présence dont l’issue devait déterminer le succès des autres missions.

#### La mise en place
Pour être efficace, un cessez-le-feu et un désarmement nécessitait de pouvoir rapidement évaluer les forces en présence, leurs armements et positions ainsi que celles des champs de mines et autres engins piégés. Chaque camp s’était engagé à s’abstenir de tout acte hostile ou action susceptible d’étendre le territoire sous son contrôle.
Les forces des différentes parties cambodgiennes devaient être regroupées dans des zones de cantonnements, leurs armes et munitions entreposés, le tout sous le contrôle de l’APRONUC qui devait aussi enquêter sur les violations de cet accord. En décembre 1991, les informations collectées auprès des différentes parties cambodgiennes permettaient d’estimer les forces à plus de 200 000 soldats présents dans près de 650 lieux différents et environ 250 000 miliciens déployés dans la plupart des villages. On avait aussi recensé pas loin de 350 000 fusils et plus de 80 millions de munitions. Le plan initial stipulait que 70 % de ces forces soient désarmées et démobilisées à la fin septembre 1992. L’accord prévoyait de regrouper et cantonner l’ensemble de ces forces et de ces armes. Cette activité nécessitait toutefois de faire appel à un important déploiement de troupes des Nations unies et risquait de sérieusement mettre en péril la vie économique et sociale du pays, vu que nombre de miliciens menait de concert leur mission et une activité agricole ou commerciale. Afin de remédier à ce problème, le secrétaire général proposa que des arrangements puissent être négociés au cas par cas entre toutes les parties pour que seules les armes de certains soient remises aux soldats de l’ONU.
Après consultation des différentes parties, le nombre de zones de regroupement est ramené de 325 à 95 et celles de cantonnement de 317 à 52. Les forces gouvernementales de l’État du Cambodge se voyaient attribuées 48 regroupements et 33 cantonnements, celles de l’armée khmère rouge du Parti du Kampuchéa démocratique (PKD) respectivement 30 et 10, celles du Front national de libération du peuple khmer de Son Sann 8 et 6, enfin celles du Front uni national pour un Cambodge indépendant, neutre, pacifique et coopératif de Norodom Sihanouk 9 et 3. Le nombre de cantonnements sera plus tard porté à 55 (33 pour les forces gouvernementales, 14 pour les troupes khmères rouges, 5 pour le FNLPK et 3 pour les sihanoukistes) La marine cambodgienne qui disposait d’un effectif de 4 000 hommes, de 18 navires et de 38 embarcations fluviales, devait être réduite de la même manière, à part quelques bateaux destinés à la surveillance des côtes et des rivières sous le contrôle de l’APRONUC. Les unités du génie et de la logistique seraient aussi sujettes à des arrangements en vue de les reverser dans le programme de déminage et de soutien aux forces cantonnées. De plus, une aide au retour à la vie civile des 150 000 militaires démobilisés était provisionnée, bénéficiant d’un budget compris entre 9 et 14 millions de dollars US.
À la fin d’avril 1992, l’APRONUC avait déployé 3 694 soldats. Dans le même temps, des équipes de formation au déminage avaient été instruites pour éduquer près de 5 000 Cambodgiens dont beaucoup devaient provenir des soldats à démobiliser. Ces nouvelles compétences allaient contribuer à la réhabilitation du pays et à créer des emplois.
À Kampong Thum toutefois, où la situation demeurait explosive, 240 soldats internationaux devaient imposer le cessez-le-feu. Une enquête avait notamment été ouverte concernant l’incident du 26 février 1992 où un hélicoptère des Nations unies avait essuyé des tirs. Les résultats montrèrent l’implication de membres des troupes khmères rouges, alors que leur hiérarchie contestait toute responsabilité.
Le 9 mai 1992, l’APRONUC annonce la fin de la première phase du cessez-le-feu qui avait débuté à la signature des accords de Paris et que la seconde phase, à savoir le cantonnement, le désarmement et la démobilisation, commencera le 13 juin. Cette décision fut prise après que le commandant des forces armées eut consulté les quatre parties cambodgiennes et obtenu d’eux l’assurance qu’ils laisseraient une totale liberté de mouvement aux troupes, véhicules et avions de l’ONU, qu’ils fourniraient les plans des champs de mines dans les territoires sous leurs contrôles et procureraient pour le 20 mai toutes les informations nécessaires sur leurs troupes, armements, munitions et équipements ; enfin, ils acceptaient de se conformer aux accords de paix, notamment de prévenir leurs unités de la mise en place du regroupement et du cantonnement et enfin de ne pas interférer sur ceux-ci.

#### Le refus khmer rouge
Toutefois, malgré ces annonces, les éléments khmers rouges ne coopéraient pas au processus et entravaient la circulation des troupes internationales. Cette mauvaise volonté était déjà manifeste lors du déploiement de la MIPRENUC, notamment quand un des hélicoptères de la force internationale avait survolé les zones sous leur contrôle et avait essuyé des tirs. À l’époque le général français Michel Loridon, chef de la mission, soumis au droit de réserve avait été contraint de minimiser l’affaire en déclarant de manière alambiquée qu’on ne savait pas si elle était due à « un incident impliquant des soldats qui ne distinguent pas un canard d’un hélicoptère de l’ONU, ou s’il s’agit de quelqu’un qui a délibérément ouvert le feu sur notre hélicoptère » . Dans le même temps, Son Sen, chef des forces khmères rouges avait alors prétendu que l’accès de la MIPRENUC « doit être limité. Attendons que l’APRONUC vienne. Alors ils pourront aller partout où ils veulent. Le pays est toujours en guerre ».
Le 26 mai, lors d’une réunion du CNS, le représentant spécial demanda à toutes les parties d’attester par écrit qu’elles étaient prêtes à se conformer à un plan en douze points comprenant notamment la démobilisation d’au moins 70 % de leurs forces. Seules trois des quatre composantes donnèrent leur accord ; le PKD, outre qu’il s’abstint de fournir les informations demandées, fit savoir le 30 mai par la voix de ses représentants que pour des raisons de sécurité, il devait interdire aux troupes de l’APRONUC de se déplacer dans les zones sous son contrôle. Le secrétaire général a alors lancé un appel personnel à Khieu Samphân, président du mouvement khmer rouge, pressant son parti de faire le nécessaire pour que la phase II puisse commencer comme prévu le 13 juin. La réponse faite n’apporta aucune des garanties demandées.
Une nouvelle demande fut présentée par le représentant spécial lors de la réunion du CNS du 5 juin. Le 9 juin, le PKD adressait une lettre à l’APRONUC, répétant qu’il n’était pas en position de permettre aux troupes internationales de se déployer dans les zones sous son contrôle.
Le PKD refusait une fois encore de répondre favorablement à la demande formulée lors de la réunion du CNS du 10 juin, lui enjoignant de respecter les engagements pris lors de la signature des accords de Paris, et de se conformer aux 12 points du plan du 26 mai pour permettre de démarrer la phase II comme prévu le 13 juin. Le PKD maintenait sa position en réitérant qu’outre des réserves concernant l’efficacité du contrôle des structures administratives existantes, la présence de forces militaires vietnamiennes au Cambodge l’obligeait pour sa propre sécurité à différer la mise en application de la phase II. L’envoyé spécial rejeta ce point de vue mais mit néanmoins en place des mesures en vue de prendre en compte les réserves du PKD. Même si le succès de la seconde phase dépendait d’une totale collaboration entre toutes les parties, il fut décidé d’en maintenir le début comme prévu au 13 juin 1992. Le secrétaire général justifia cette décision en arguant que tout retard serait préjudiciable à la tenue des élections en avril ou mai 1993.
Le représentant spécial consulta les trois autres parties pour essayer de minimiser l’impact négatif que le regroupement et le cantonnement de leurs troupes pourraient avoir sur le maintien des escouades khmères rouges. Il n’en demeurait pas moins que la neutralisation des forces fidèles aux trois factions qui respectaient les accords permit aux partisans de Pol Pot d’agrandir leurs zones d’influence et d’y accroitre la violence politique.

#### Les tentatives de négociation
Il ne pouvait s’agir toutefois que d’une solution temporaire et il était impératif de mettre en œuvre tous les efforts possibles pour ramener les délégués du PKD à la table des négociations. Le secrétaire général demandait au conseil de sécurité d’envisager quelles actions pouvaient être menées pour atteindre les objectifs fixés. Le conseil réaffirma l’importance cruciale de respecter totalement et rapidement les décisions des accords de Paris et pressa pour que la seconde phase des dispositions militaires démarre le 13 juin et, comme initialement prévu que le regroupement et le cantonnement ne prennent pas plus de quatre semaines. Le 22 juin 1992 à Tokyo, lors d’une conférence des pays donateurs, il fut proposé de prendre en compte certaines des réserves du PKD. Le même jour, lors d’une réunion extraordinaire du CNS, il est demandé aux quatre parties cambodgiennes de répondre à ces propositions.
Trois les acceptèrent ; les représentants du PKD promirent d’étudier l’offre et de donner leur réponse plus tard. Le 30 juin, plus de 2 000 soldats du FUNCINPEC, soit environ le tiers de leurs effectifs déclaré, déposèrent leurs armes à 100 kilomètres au nord-ouest de Siem Reap ; à cette date, près de 10 000 combattants avaient été cantonnés.
Le 2 juillet, le PKD présenta ses propres propositions concernant le rôle et le pouvoir du CNS et demandait rien de moins que le démantèlement des structures administratives dans les zones contrôlées par le régime de l’ancienne République populaire du Kampuchéa. Il proposait notamment de créer au sein des organes existants des commissions consultatives composées de membres des quatre parties cambodgiennes et présidées par l’APRONUC.
Le 7 juillet le secrétaire général adressait une lettre à Khieu Samphân, l’assurant que le représentant spécial poursuivrait ses efforts pour prendre en considérations, sur la base des propositions de Tokyo, les réserves légitimes émises par le PKD ainsi que celles des trois autres parties. À une réunion du 8, juillet, Khieu Samphân réitérait les suggestions du PKD qu’il confirmait dans une lettre adressée le 9 juillet au secrétaire général. Outre les réunions du CNS, le représentant spécial rencontra trois fois Khieu Samphân pour obtenir qu’il valide la proposition de Tokyo et le persuader de faire le nécessaire pour respecter les accords de Paris alors que de leur côté les délégués khmers rouges appelaient à la dissolution des principales institutions établies par les autorités de Phnom Penh. En réponse, Yasushi Akashi rappela que d’après les accords de Paris, le contrôle de l’APRONUC devait s’exercer à travers les structures administratives existantes des quatre parties cambodgiennes et non se substituer à elles.

#### Échec du cantonnement
Le 10 juillet, date à laquelle le cantonnement était censé prendre fin, sur un effectif estimé de 200 000, le regroupement concernait 9 003 soldats de la république populaire du Kampuchéa, 3 187 de l’armée sihanoukiste, 1 322 partisans du Front national de libération du peuple khmer et aucun du PKD .
Lorsqu’il reporte la situation au conseil de sécurité, le 14 juillet, le secrétaire général propose deux solutions : soit les opérations sont suspendues jusqu’à ce que toutes les parties se conforment aux accords de Paris, soit le processus est poursuivi malgré le manque de coopération du PKD afin de montrer aux Cambodgiens la détermination de la communauté internationale à les aider. Considérant la seconde approche comme la plus appropriée, il demanda à son envoyé spécial d’accélérer le cantonnement tout en prenant garde à maintenir la sécurité dans les campagnes et à effectuer les regroupements dans des zones où il ne risquait pas d’y avoir de confrontations militaires. La principale question en suspens restait comment amener les représentants du PKD à respecter leurs obligations tout en prouvant la détermination de l’ONU à mettre en œuvre les accords et à obtenir la pleine coopération de tous les signataires pour que l’APRONUC puisse mener à bien son mandat.
À la fin juillet 1992, le représentant spécial reporta au secrétaire général que la situation militaire s’était dégradée, que les troupes khmères rouges se livraient à des actions violentes dans le nord, le sud et une partie du centre du pays,,,, profitant du vide laissé par le cantonnement des trois autres parties. Au même moment, certains éléments du PKD étaient désireux de déposer les armes et rejoindre leurs familles, mais leurs dirigeants les en empèchaient.
Bien que l’APRONUC ait accepté de recevoir les plaintes des partisans de Pol Pot, aucune coopération n’était apparue en retour.
Les membres du PKD ne voulaient rien de moins qu’une dépolitisation radicale qui aurait entrainé la défaite du régime de Phnom Penh, chose qu’ils n’avaient pu obtenir ni sur le champ de bataille ni lors des accords de Paris. Dans le même temps, leur radio laissait entendre que l’APRONUC était à la solde des dirigeants de la République populaire du Kampuchéa et du Viêt Nam.
Malgré tout cela, l’usage de la force pour contraindre la faction khmère rouge à désarmer n’était pas envisagée ; la raison principale était que la mission des forces internationales devait se borner à maintenir la paix et, comme le soulignait le Lieutenant général John Sanderson, échaudé par les interventions militaires occidentales dans l’histoire récente de la région, « être en guerre avec des Cambodgiens dans les campagnes aurait été une grave erreur ».
En novembre, si près de 55 000 éléments des trois factions participantes, ou approximativement un quart des effectifs – soit loin des objectifs de 70 % fixés lors des accords de Paris - avaient rejoint les cantonnements et rendu leurs armes ; il apparaissait que ces chiffres comprenaient une proportion non négligeable de déserteurs qui avaient profité de l’occasion pour régulariser leur situation personnelle. Ainsi, même au sein des troupes internationales on doutait de l’efficacité de ces mesures. On pourra notamment citer le général français Rideau, commandant en second des forces armées qui déclarait au Monde : « Au Cambodge, chaque combattant a au moins trois armes : l’une qu’il montre et dont il consent à se défaire parce que c’est une antiquité, une autre qu’il cache chez lui et la troisième qu’il a pris la précaution d’aller planquer dans la campagne au cas où ». Le processus avait en outre dut être suspendu en raison du non-respect des accords par le PKD et de la détérioration de la situation militaire. Environ 40 000 personnes furent rendues à la vie civile, susceptibles d’être rappelées par l’APRONUC.
Le 15 novembre 1992, le secrétaire général annonçait au conseil de sécurité que les difficultés à implémenter la seconde phase du cessez-le-feu ont amené à suspendre les cantonnements désarmement et démobilisation. La mission de la composante militaire était recentrée sur la mise en place d’un « sentiment général de sécurité parmi le peuple cambodgien » et « assurer la protection voulue pour l’inscription sur les listes électorales et pour le déroulement du scrutin ».

#### La riposte de Phnom Penh
Même s’il pensait comme les deux coprésidents des accords de Paris que le processus de paix devait se poursuivre et que le calendrier prévu devait être respecté, le secrétaire général exprimait ses craintes que les élections se déroulent avec les deux principales forces armées quasiment intactes et celles des deux autres factions encore en partie sur le terrain. Les responsables militaires de Phnom Penh de leur côté se plaignaient que l’APRONUC mettait beaucoup de zèle à démobiliser leurs unités mais faisait preuve d’énormément de laxisme quand il s’agissait des escouades khmères rouges.
Avec le début de la saison sèche, les violations du cessez-le-feu se multipliaient, essentiellement dans les provinces de Kampong Thum, Siem Reap et Battambang, au centre et au nord-ouest du pays. Ces violations prenaient typiquement la forme de duels d’artillerie qui chassaient les villageois de leurs foyers sans causer de dommages majeurs des deux côtés. Les troupes de l’État du Cambodge se plaignaient des gains territoriaux enregistrés par le PKD et demandaient à l’envoyé spécial de rétablir l’équilibre militaire antebellum. Les rapports des observateurs militaires indiquaient que les armées gouvernementales essayaient de récupérer les zones où les partisans de Khieu Samphân avaient étendu leur influence durant la saison humide alors que ces derniers essayaient de consolider leurs gains.
Le représentant spécial appelait, le 4 novembre à une limitation de l’action militaire de toutes les parties, et le secrétaire général, dans son rapport du 15 novembre au conseil de sécurité, appelle à un respect du cessez-le-feu.
À partir de la fin novembre 1992, à la suite de la décision du Conseil de sécurité de prendre des sanctions contre les Khmers rouges, les incidents se multipliaient entre les forces internationales et celles du PKD. Ce sont ainsi six observateurs (trois Britanniques, deux Philippins et un Néo-Zélandais) qui sont faits prisonniers le 2 décembre 1992 près de Kampong Thum alors qu’à la même date un hélicoptère doit essuyer un nouveau tir dans lequel un officier français sera blessé d’une balle dans le dos et que dans les jours qui suivent on assiste à une recrudescence de brèves détentions de membres du personnel international,.
Le 20 décembre, les hommes de Pol Pot informaient par lettre le représentant spécial que les troupes de l’ONU ne devaient pas s’introduire dans leur zone sans autorisation préalable et que l’APRONUC devrait assumer la responsabilité des conséquences de tout manquement à cette règle. Le représentant spécial et le commandant en chef répondirent le 22 décembre, mettant en avant le caractère tendancieux de la déclaration. Le conseil de sécurité fit également une déclaration où il condamnait fermement la détention illégale de son personnel.
Les violations continuaient et deux nouveaux cas graves eurent lieu à la fin de décembre. La région de Bavel (province de Battambang) essuya des bombardements nourris causant le départ de près de 15 000 résidents de leurs maisons. Les 24 et 25 décembre, dans la province de Siem Reap, des obus de l’artillerie du PKD explosaient près d’un campement d’un bataillon bangladais ; la zone connut de nouveaux bombardements le 31 décembre.
En janvier et février 1993, les violations du cessez-le-feu continuèrent, notamment des échanges de tirs d’artillerie et de mortier entre les forces de Phnom Penh et celles du PKD. Les troupes gouvernementales lancèrent des attaques dans plusieurs districts, dont la place forte khmère rouge de Pailin, dans la province de Battambang. L’APRONUC protesta que cela dépassait largement le cadre de la légitime défense et le représentant spécial demandait aux autorités d’arrêter de violer le cessez-le-feu.
Dans le même temps, le PKD raidissait sa position vis-à-vis des troupes internationales déployées à Pailin, les assujettissant même à résidence.
En janvier, une attaque sur un village de la province de Siem Reap fit huit nouvelles victimes, dont quatre membres de l’APRONUC sans que l’on puisse établir si cette attaque était l’œuvre du PKD ou de sympathisants du PPC. Entre janvier et mars ce seront six militaires et civils internationaux qui furent blessés et deux tués dans des actions hostiles contre l’ONU; parmi eux, un soldat bangladais victime d’un mortier soupçonné de venir du PKD.
Alors que la radio des partisans de Pol Pot avait fréquemment attaqué l’APRONUC et que ses émissions devenaient de plus en plus hostiles, les autorités de Phnom Penh mirent eux aussi à mal le processus électoral en lançant une campagne médiatique contre les troupes internationales, se présentant comme le seul rempart crédible contre le retour des anciens dirigeants du Kampuchéa démocratique, prétendant qu’il ne fallait pas compter sur l’ONU pour protéger les Cambodgiens.
Dans le même temps, les membres du FUNCINPEC et du PLDB font l’objet d’attaques et d’intimidations de la part de l’administration aux mains du PPC qui voudrait contrer leur influence croissante auprès de l’électorat.
En avril 1993, alors que la campagne électorale avait débuté, l’ensemble des unités militaires de l’APRONUC recevaient l’ordre d’accroitre leur vigilance, d’améliorer les mesures visant à assurer la sécurité du processus électoral et de protéger des conditions d’instabilité les représentants des partis cambodgiens ainsi que le personnel international. Des positions militaires défensives telles que des casemates ou des réduits furent restaurés ou construits, notamment dans les provinces de Siem Reap et Kampong Thum permettant aux soldats de riposter en cas d’attaque.

#### Les élections et leurs conséquences
Comme il l’avait annoncé, le PKD ne prit pas part au scrutin et menaçait de le perturber par des actes violents. Toutefois, les incidents furent rares et, le vote s’était déroulé de manière pacifique, avec des électeurs nombreux qui n’avaient pas hésité à braver les menaces contre leur sécurité pour accomplir leur devoir.
Après les élections, les Khmers rouges, grands perdants du scrutin, conservèrent leurs refuges près de la frontière thaïlandaise, où ils n’hésitaient pas à l’occasion à attaquer les troupes internationales qui osaient s’aventurer dans leur domaine.
Ils y bénéficiaient de la complicité de militaires et d’hommes d’affaires de Bangkok qui y trouvaient leur intérêt. Ils mettent en doute la représentativité du gouvernement qui pour eux ne correspond pas au résultat des élections, arguant que l’administration reste aux mains des anciens dirigeants de la République populaire du Kampuchéa et voient dans la coalition une manœuvre du Viêt Nam. Il conserve toutefois le contact avec Norodom Ranariddh, le premier Premier ministre mais refuse tout rapport avec Hun Sen, qui pour eux reste l’agent de Hanoï. Le bureau du PKD à Phnom Penh reste ouvert jusqu’au 6 juillet 1994, quand l'assemblée cambodgienne décrète les Khmers rouges hors-la-loi.

#### Bilan du désarmement
Concernant la mission de désarmement, prétendre qu’elle n’a pas été couronnée de succès relève d’un doux euphémisme. À vrai dire, les combats n’avaient jamais cessé et permirent surtout aux positions khmères rouges – la partie qui dans les faits n’appliqua aucun de ses engagements – de sortir renforcées. Au départ des troupes de l’APRONUC, leur zone d’influence s’était accrue et seuls les grands centres urbains étaient épargnés de leurs escarmouches.
En 1994, un an après le départ des troupes internationales et alors que les troupes de Khieu Samphân étaient estimées à 15 000 combattants, les dépenses militaires représentaient encore 28 % du budget national et l’on avait assisté à une recrudescence du brigandage.
La paix civile n’interviendra que cinq ans plus tard, alors que des dissensions sont apparues au sein des chefs khmers rouges qui amèneront la plupart d’entre eux à négocier leur reddition en échange d’une amnistie.
Là où la responsabilité de l’APRONUC est manifestement engagée est que devant le refus du PKD, les atermoiements des troupes internationales n’ont fait que conforter la partie khmère rouge dans son opposition à coopérer et lui a permis de doubler la zone sous son contrôle dont elle interdisait l’accès aux troupes onusiennes.

### Rapatriement des réfugiés
Avec l’aide du Haut Commissariat des Nations unies pour les réfugiés (HCR), l’APRONUC devait organiser le rapatriement et la réinstallation des réfugiés et personnes déplacées par le conflit, tout en respectant les droits humains et leurs libertés fondamentales.
Le HCR avait estimé leur nombre à 360 000, dont 30 000 étaient déjà rentrés spontanément depuis la signature des accords ; 90 % de la totalité d’entre eux avaient moins de 45 ans, la moitié moins de 15, près de 60 % venaient des provinces le long de la frontière entre le Cambodge et la Thaïlande et plus de 66 % vivaient dans des camps depuis plus de dix ans. La gestion du rapatriement était confiée à un directeur nommé par le secrétaire général et qui devait rendre des comptes au représentant spécial et au haut commissaire aux réfugiés. Il fut décidé que ce rapatriement devrait se dérouler dans une période n’excédant pas neuf mois. Il serait d’autre part nécessaire d’identifier des terres agricoles et de peuplement et une assistance à la réinstallation et à l’intégration, ainsi qu’une aide alimentaire la première année.
Le rapatriement a commencé le 30 mars 1992 avec le retour de 526 personnes. Ils ont été accueillis au centre de Sisophon, au nord-ouest par le prince Norodom Sihanouk et Yasushi Akashi. À la fin d’avril, 5 763 hommes femmes et enfants avaient regagné le Cambodge. Les problèmes ne tardèrent pas à apparaître, principalement à cause de la difficulté à trouver des terres arables déminées, la congestion des centres urbains, la situation sanitaire déplorable dans le pays et les retards dus à la saison des pluies qui empêchèrent beaucoup de rapatriés de participer aux élections. Une plus grande souplesse dans la recherche de solutions de retour apparut rapidement nécessaire et des offres d’établissements sur des zones géographiques plus vastes ou d’activités non agricoles furent étudiées.
Pendant sa visite au Cambodge, du 18 au 20 avril 1992, Boutros Boutros-Ghali rappela que les rapatriements nécessitaient de pouvoir disposer d’une aide internationale estimée à 116 millions de dollars. Le nombre mensuel de retours, qui était de 4 000 en avril montait à 20 000 en juin. À partir de juillet, quelque 30 000 cambodgiens rentraient tous les mois. Les difficultés de transport de la saison humide obligèrent à utiliser les voies fluviales. Lors de son rapport du 21 septembre 1992 au conseil de sécurité, le secrétaire général indiquait qu’à cette date, plus de 115 000 personnes avaient déjà été rapatriées.
À partir de novembre, les retours étaient de 35 000 et atteignirent un pic de 40 000 par mois en janvier et février 1993. En plus des 400 jours de rations (le programme alimentaire mondial avait alloué à cette occasion un fonds spécial de 85 543 tonnes de nourriture) et des kits domestiques, les réfugiés avaient le choix entre plusieurs possibilités d’assistance, allant de la terre agricole à la parcelle habitable en passant par la subvention en liquide à la place des matériaux de construction. La plupart, environ 88 %, choisirent les espèces. Le HCR donnait des informations sur les lieux de destination, en particulier s'ils n’étaient pas facile d’accès ou dangereux. En coopération avec l’APRONUC, d’autres agences de l’ONU et plusieurs ONG, le HCR créait un mécanisme destiné à vérifier les conditions des retours à travers tout le pays. Des projets à court terme étaient aussi implémentés pour aider les communautés à résorber l’afflux de rapatriés. Il s’agissait notamment de la réparation des ponts ou des routes, du déminage, du développement agricole, du creusement de puits ou de points d’eau et de la création de centres sanitaires ou scolaires.
On donna aussi à tous ceux qui y avaient droit, la possibilité de s’enregistrer sur les listes électorales de leurs lieux de destination avec la population locale ou dans les six centres de réception. En janvier 1993, comme la date limite approchait, un accord fut trouvé pour permettre à la population qui remplissait les conditions et était encore dans les camps, de se faire temporairement inscrire en Thaïlande et de recevoir leur carte d’électeur lors de leur retour au Cambodge.
Le 30 mars 1993, Site 2, le dernier des grands camps, fermait ses portes lors d’une cérémonie officielle présidée par le haut commissaire aux réfugiés. Finalement, ce furent 365 000 réfugiés et personnes déplacées qui avaient été rapatriées sous les auspices de l’ONU. Bien que la majorité vienne de Thaïlande, quelque 2 000 d’entre eux venaient d’Indonésie, du Viêt Nam et de Malaisie. La plupart d’entre eux choisirent de s’établir dans des zones contrôlées par les autorités de Phnom Penh. Environ 33 000 s’installaient dans les secteurs du FLNPK et quelques milliers se prononçaient pour ceux du PKD ou du FUNCINPEC.
Toutefois, dans les faits, la réinsertion n’eut pas le succès escompté. Outre la lenteur des travaux de réhabilitation, les terrains proposés disposaient la plupart du temps  de sols pauvres. D’autre part, ces réfugiés étaient mal accueillis par des populations locales souvent en situation déjà précaire mais qui ne bénéficiaient d’aucune aide. Enfin, les autorités sur place, proches du gouvernement de Phnom Penh, ne voyaient pas toujours favorablement le retour de personnes qui avaient fui leur régime. De plus, des milliers de réfugiés avaient été relogés dans des régions qui du fait du regain de violence obligeaient leurs occupants à fuir ces nouvelles zones de combats. Deux ans et demi après le rapatriement, on estimait que plus du tiers des personnes concernées, vivaient dans des conditions précaires.
En outre, accoutumés à profiter de l’assistance internationale et de l’encadrement sanitaire et médical des camps depuis des années, beaucoup eurent du mal à s’adapter aux aléas du travail en rizière et de ce fait une grande majorité préféra opter pour une compensation financière et alimentaire leur permettant couvrir leurs besoins pour 400 jours et de démarrer une activité artisanale. Cette option a l’avantage de limiter les effets de la pénurie de terrains disponibles, mais rien ne pouvait garantir la viabilité à moyen terme de ces entreprises.
Une étude a posteriori du Programme alimentaire mondial menée deux ans après leur retour montrait qu’environ 120 000 rapatriés en était réduits à la mendicité et que 25 % des squatters de Phnom Penh victimes des expulsions périodiques sont d’anciens rapatriés.	
On rappellera aussi le témoignage d’une fille de joie du film Le papier ne peut pas envelopper la braise, née dans un camp, dont la famille avait revendu la terre agricole qui lui avait été allouée pour s’installer dans un bidonville de Phnom Penh puis, une fois le pactole épuisé, avait vendu ses filles dans les circuits de la prostitution. Le cas décrit est malheureusement loin d’être isolé.

### Contrôle des activités gouvernementales
Les accords prévoyaient aussi de contrôler les différentes structures gouvernementales qui pouvaient avoir un impact sur la tenue des élections.
Dès la fin des années 1980, alors que des tractations pour arriver à sortir de la crise cambodgienne avaient débuté, il paraissait clair que les autorités de Phnom Penh ne renonceraient pas facilement à leurs prérogatives. De plus, l’ambigüité des accords de Paris, fruit d’un compromis laborieux pouvait donner lieu à des interprétations différentes, ce dont n’allaient pas se priver les différentes factions, notamment en ce qui concerne le pouvoir de l’APRONUC, du CNS et des diverses administrations mises en place par les différents partis dans les zones qu’ils contrôlaient. Les Khmers rouges mettaient notamment l’impuissance du CNS sur le compte du maintien de l’administration du gouvernement de Phnom Penh et voulaient dès le début 1992 faire de son démantèlement une condition préalable à la poursuite du processus. Là où certains attendaient un contrôle direct des forces internationales, les Nations unies se contenteront finalement de superviser les structures existantes sans chercher à les démanteler et d’enregistrer les plaintes de tout manquement susceptible de porter atteinte à l’équité du processus électoral.

#### Mise en place des structures de contrôle
L’APRONUC devait utiliser trois moyens complémentaires de surveillance. Le premier était l’évaluation des documents décrivant le fonctionnement du pouvoir en place, incluant les circuits de prises de décision, la gestion du personnel et celle des problèmes. Le second était de prendre connaissance des résolutions prises par les administrations précédentes et d’avoir toute latitude pour modifier certaines d’entre elles, notamment celles concernant les effectifs, les finances et la vente de biens. Le troisième était de proposer des améliorations dans les processus existants. Ces trois méthodes étaient utilisées de différentes manières, allant de la présence physique de personnel international dans les administrations à des réunions régulières avec les hauts fonctionnaires en passant par la mise en place d’une plus grande transparence dans les prises de décisions. Le Secrétaire Général avait proposé de créer des bureaux sous la supervision de l’APRONUC qui gèreraient les domaines des affaires étrangères, de la défense nationale, des finances, de la sécurité publique et de l’information.
D’autres organismes seraient chargés de s’assurer du respect des droits de l'homme au Cambodge, de développer un programme d’éducation et de promotion pendant la période de transition, de recevoir les plaintes concernant « toute action pouvant contrarier le bon fonctionnement de la campagne électorale » et au besoin de mettre en place les actions correctives adéquates. 21 antennes provinciales auraient pour mission de chapeauter les structures administratives existantes, de collecter les informations nécessaires à la réalisation des missions de l’APRONUC et concernant les droits de l’homme. Cette administration devait être composée d’environ 224 spécialistes, assistés de 84 experts internationaux. En termes d’implémentation, l’autorité se baserait sur les codes de conduites adoptés et maintiendrait des officiers de liaison dans les diverses zones. Elle pourrait aussi, au besoin avoir à faire respecter des directives.
Les contrôles débutent le 1er juillet 1992 dans les cinq domaines définis par les accords de Paris, à savoir les affaires étrangères, la défense nationale, la sécurité publique, les finances et l’information. Au départ, la priorité du déploiement avait été donnée aux régions qui devaient accueillir les réfugiés et les personnes déplacées, mais dès le 15 juillet, les bureaux étaient ouverts dans les 21 provinces, même si les zones contrôlées par le PKD restaient inaccessibles.
Dans le même temps, l’APRONUC étendait ses contrôles sur les autres domaines qui pourraient influer sur le déroulement des élections et demandait aux quatre partis cambodgiens de lui remettre l’ensemble de leurs lois pour être examinées. Seule la formation de Khieu Samphân ne se conformait pas à la demande. À partir du mois de mai, le PKD bloquait le processus de paix, notamment au prétexte que les structures administratives dans les zones sous le contrôle des forces de Phnom Penh restaient aux mains de ces dernières et proposait de les remplacer par des commissions gérée par le CNS. À la demande du Conseil de sécurité, la proposition est étudiée par la Thaïlande et le Japon mais rejetée car non conforme aux accords de Paris.
Au même moment, les efforts s’accélèrent en matière de recrutement et de déploiement du personnel civil destiné à surveiller l’administration existante et un accord a été trouvé avec les partisans de Pol Pot permettant d’informer et faire participer les quatre parties cambodgiennes aux efforts de vérification. Le 26 juin, le représentant spécial présente un plan de contrôle qui prévoyait de faire passer sous tutelle les affaires étrangères et la défense nationale dès le 1er juillet, les finances progressivement entre juillet et septembre et la sécurité publique le 15 juillet. Enfin un groupe de communication auquel participeraient les quatre parties cambodgiennes entrerait en fonction le 10 juin 1992. À la fin juillet 1992, environ 1 780 observateurs avaient été déployés à travers le pays pour contrôler le renforcement impartial et équitable de la loi et de l’ordre.
Toutefois, il apparait assez vite que l’activité des instances internationales est régulièrement entravée par l’omnipotence des structures de l’ancien gouvernement de la République populaire du Kampuchéa. Une mission sénatoriale française reporte par exemple que son emprise sur les autorités locales est suffisante pour permettre de déjouer les demandes de l’APRONUC concernant le renvoi de personnalités proches du pouvoir central et qui sont accusées d’être un frein à la recherche d’une certaine neutralité. De plus, comme une partie importante de ce personnel était déployée dans les ministères, ils apparaissent rapidement plutôt comme une expression déguisée d’aide et d’assistanat. Ce qui amena par exemple le PKD à accuser l’APRONUC de collaborer exclusivement avec le gouvernement de Phnom Penh au lieu du CNS.

#### Affaires étrangères
Concernant le domaine des affaires étrangères, l’APRONUC devait vérifier la distribution de l’aide étrangère ainsi que l’émission des passeports et des visas. Elle devait aussi surveiller les différentes activités frontalières, comme l’immigration, les douanes et la mise en œuvre des moratoires du CNS sur le bois, les minéraux et les pierres précieuses. Une unité de contrôle des frontières fut créée, chargée d’établir la liaison entre l’APRONUC et les structures administratives existantes. Des observateurs avaient aussi été postés aux points de contrôle et participaient aux patrouilles le long de la frontière.
Le 23 juillet 1992, le CNS mis en place un comité consultatif chargé de revoir les arrangements passés concernant l’exploitation des ressources naturelles, notamment forestières et minières. Le 22 septembre 1992, le comité faisait adopter un moratoire sur l’exportation de bois cambodgien afin de protéger les ressources naturelles du pays et demandait à l’APRONUC de prendre les mesures pour faire respecter cette suspension. Par la résolution 792 du 30 novembre 1992, le conseil de sécurité approuvait cette décision et demandait aussi au CNS d’étudier la possibilité d’étendre le moratoire aux minerais et aux pierres précieuses.
Peu après –simple coïncidence ou réaction de mauvaise humeur ? – la Thaïlande annonçait que « les vols de l’ONU vers le Cambodge via Bangkok étaient annulés pour le mois de décembre ».
Un appel de l’APRONUC aux pays riverains débouche sur des déclarations du Laos, du Viêt Nam et même de la Thaïlande, annonçant qu’ils établiraient un embargo sur les importations de bois cambodgien à partir du 1er janvier 1993. Les Nations unies déployèrent des gardes frontières pour contrôler la situation aussi bien sur terre que sur mer. Toutefois, les violations continuèrent à grande échelle, impliquant le personnel de l’ensemble des partis cambodgiens, même si le refus du PKD de laisser les troupes internationales accéder aux territoires qu’il contrôlait empêchait d’avoir une idée précise de l’ampleur du trafic. À la réunion du CNS du 28 janvier 1993, il est proposé d’étendre le blocus des exportations de bois aux minerais et aux pierres précieuses. À l’initiative du FUNCINPEC il était demandé d’élargir le moratoire à l’extraction de minerai. La proposition fut acceptée par trois des quatre partis.
Le sujet fut à nouveau abordé lors de la réunion du 10 février où l’idée fut adoptée malgré les objections du PKD. Lors de la même réunion, des mesures supplémentaires destinées à restreindre l’abattage des arbres furent adoptées, qui réduisait les quotas d’’exportation de coupes de bois. En février 1993, le CNS approuvait l’ébauche de plan d’action proposé par l’APRONUC au sujet d’une déclaration sur l’extraction et l’exportation de minerais et de pierres précieuses du Cambodge. Cette déclaration devint effective le 28 février 1993 et étendait le moratoire à l’exploitation commerciale des ressources minérales sur terre et en mer. De plus, il était demandé d’empêcher la livraison de produits pétroliers dans les zones contrôlées par des factions qui ne se conformeraient pas aux accords de Paris.
Après les élections, si la tâche de l’APRONUC se limite à assurer une transition en douceur des structures administratives vers le nouveau gouvernement, la surveillance de l’application du moratoire du CNS sur le bois, les minerais et les pierres précieuses ainsi que le contrôle des flux migratoires et des frontières restait du domaine des organisations internationales.

#### Information de la population
Après deux décennies de combats et d’isolement, beaucoup de Cambodgiens étaient sceptiques sur la possibilité de la communauté internationale à appliquer dans leur pays les concepts de base des droits de l’homme et notamment l’organisation d’élections libres et équitables, sachant que le Cambodge n’avait jamais de toute son histoire connu de réelles expériences multipartis.
La division à l’information et à l’éducation de l’APRONUC avait la responsabilité de produire des supports en langue khmère et de les faire distribuer à l’ensemble de la population. Elle devait également publier des indications visant à encadrer les restrictions légales, à encourager l’exercice d’une presse libre et équitable et enfin à encourager la création d’une association de journalistes cambodgiens. Elle poursuivait aussi ses efforts pour contrôler les structures administratives qui traitent de l’information. Le représentant spécial émettait une directive sur l’utilisation équitable des médias pendant la campagne électorale et l’APRONUC avait créé ses propres chaines de télévision et de radio ainsi que d’autres supports accessibles aux 20 partis politiques inscrits.
Le 9 novembre 1992, la station radio débutait ses programmes à Phnom Penh depuis un émetteur du gouvernement mis à la disposition exclusive de l’APRONUC. À partir d’avril 1993, les stations relais permettaient de couvrir l’ensemble du pays et dès le début mai, les émissions passaient à 15 heures par jour. De plus, après accords du ministère thaïlandais des affaires étrangères et de Voice of America, les programmes étaient retransmis deux fois par jour sur l’émetteur thaïlandais de la station américaine. Les émissions se concentraient sur le processus électoral, les droits de l’homme et d’autres aspects du mandat international. Pendant la campagne, une importance particulière était accordée au secret des bulletins. En accord avec la directive du représentant spécial, la radio allouait un segment hebdomadaire à chaque parti et permettait un droit de réponse à tout candidat, parti politique ou officiel en cas d’attaque abusive.
L’APRONUC fournissait aussi au public un choix de vidéos, affiches, dépliants, banderoles, panneaux et publicités pour faire valoir son travail et informer les Cambodgiens du déroulement du processus électoral et les encourager à y participer. Ces activités comprenaient la propagation d’information sur les différents partis en lice, assurer que les bulletins resteraient secrets et renseigner sur les procédures de la campagne. Des vidéos comprenant des discussions impliquant des représentants des vingt partis engagés étaient distribuées à Phnom Penh et dans tout le pays. Des traductions et analyses des émissions radios et documents imprimés par les quatre factions signataires des accords de Paris étaient fournies au représentant spécial. Des agents devaient faire régulièrement des enquêtes d’opinion auprès des Cambodgiens pour mesurer l’impact du programme d’information et pour suivre le ressenti de la population envers l’APRONUC et le processus de paix.

#### Droits de l’homme
La mise en place d’un environnement propice à des élections libres incluait aussi le respect des droits de l’homme, ce qui n’allait pas sans comporter une certaine hypocrisie quand on se rappelle que les massacres commis par les Khmers rouges n’avaient pu être nommément désigné autrement que par des formules ampoulées telles les « pratiques du passé » ou la « tragique histoire récente du Cambodge ». D’autre part, la présence dans les rangs des troupes onusiennes de ressortissants de pays régulièrement mis en cause par de nombreuses ONG permettait de douter de leur efficacité à faire respecter des droits qui étaient violés chez eux.
Toutefois, dans son rapport du 19 février 1992, le secrétaire général précise que « c’est aux Cambodgiens eux-mêmes qu’il incombe clairement de promouvoir et de protéger les droits de l’homme et les libertés fondamentales dans leurs pays », et que pendant la phase transitoire, les forces internationales doivent se limiter à « favoriser un environnement où ces droits sont respectés ».
La situation ne se présentait pas sous les meilleurs auspices si on se rappelle que parmi les deux principaux groupes qui s’affrontent, le PKD refuse l’accès aux zones qu’il contrôle et des manquements importants ont aussi été observés du côté des autorités de Phnom Penh.
Un programme de formation aux problèmes de droits de l’homme destiné aux professeurs avait été mis au point et prévoyait également d’éduquer les personnels de santé et de la fonction publique. En outre, l’avenir devait être préparé en incitant le CNS à ratifier les lois et décrets internationaux garantissant les libertés fondamentales. Le sujet avait aussi été incorporé dans les programmes scolaires et faisait l’objet d’une matière aux facultés de droit et de médecine de Phnom Penh. Les organisations locales de défense des droits humains devaient aussi être aidées et recevoir des formations, du matériel pédagogique et des subventions pour développer leurs activités. De son côté, le CNS adoptait une série de lois consacrant la liberté d’association et les fondements d’un système pénal destiné à être appliqué à l’ensemble du Cambodge.
L’APRONUC surveillait les conditions de détention dans les prisons cambodgiennes et pressait les autorités locales d’améliorer la situation dans la mesure des possibilités de l’administration pénitentiaire. L’autorité enquêtait également sur les cas de prisonniers dont la détention pouvait avoir des motivations politiques. En outre, si le maintien de l’ordre et le respect des lois restaient échus aux diverses composantes cambodgiennes, cela devait se faire sous la houlette de l’APRONUC. Le secrétaire général avait estimé que cette supervision nécessitait 3 600 contrôleurs pour vérifier les activités des 50 000 policiers cambodgiens recensés. Là aussi, l’accord prévoyait des unités d’observation à Phnom Penh, dans les 21 provinces, mais également dans les 200 districts du pays.
À la suite de premiers rapports faisant état d’incidents violents contre des figures politiques, un communiqué fut diffusé le 19 mars 1992, insistant sur la détermination des Nations unies à encourager un environnement où le respect des droits de l’homme et des libertés fondamentales seraient assurés. Le 20 avril 1992 à Phnom Penh, le secrétaire général des Nations unies participait à une réunion avec le CNS dans laquelle les membres signaient une convention internationale sur les droits politique et civil et une autre sur les droits économique, social et culturel.
À la fin juillet 1992, une centaine de cas de violations de droits humains étaient en cours d’instruction dans les zones contrôlées par le pouvoir de Phnom Penh alors que les enquêtes dans les zones des autres parties devaient débuter rapidement.
Dans le même temps, le 10 septembre 1992, le CNS ratifiait les conventions contre la torture et autres peines ou traitements cruels, inhumains ou dégradants, pour l’élimination de toutes les formes de discrimination contre les femmes, relatives aux droits de l’enfant et celle concernant le statut des réfugiés. Un bureau des droits de l’homme devait être créé avec un personnel qui incluait des défenseurs, des éducateurs et des enquêteurs. Autre signe encourageant : au début de 1993, on notait la création de cinq associations de défense des droits de l’homme, qui rassemblaient en tout près de 50 000 membres.
Du 30 novembre au 2 décembre 1992, un symposium international avait lieu à Phnom Penh, avec au menu des cours de défense des droits de l’homme, les procédures des Nations unies sur le sujet et les risques liés aux élections. De plus, afin de promouvoir un système judiciaire indépendant, un programme important de formation était lancé, destiné aux juges et aux avocats. Des cours pour les agents de l’administration en place et les activistes des groupes de défense eurent lieu dans la plupart des provinces. Les participants comprenaient des représentants de partis politiques, d’associations des droits humains, de futurs professeurs, des employés de la justice et de la police.
Toutefois, ces bonnes intentions n’étaient pas confirmées dans les faits, et, à partir de novembre 1992, on assista à une recrudescence d’incidents violents contre des bureaux de partis politiques ou de leur personnel. Ces attaques visaient en priorité le FUNCINPEC et le PLDB, et les enquêtes menées par l’APRONUC montrèrent que dans la plupart des cas elles étaient le fait de membres de l’administration locale proche du pouvoir de Phnom Penh ou de leurs partisans. En plus des enquêtes sur ces incidents, des mesures en vue de se prémunir et de lutter contre les menaces à l’ordre public étaient développées. Les instances onusiennes annonçaient qu’elles feraient du combat contre les intimidations et les atteintes à la liberté de réunion leur priorité.
Le 4 janvier 1993, citant les attaques continues contre les membres du FUNCINPEC, le prince Sihanouk informait le représentant spécial qu’il ne pouvait plus coopérer avec l’APRONUC et le gouvernement du Cambodge. Norodom Ranariddh, dirigeant du FUNCINPEC, déclarait lui aussi qu’il cessait ses relations de travail avec les troupes internationales jusqu’à ce que des moyens soient effectivement mis en œuvre pour mettre fin au climat de violence.
Le 6 janvier 1993, le représentant spécial publiait une directive établissant des procédures pour poursuivre les personnes responsables de violations des droits de l'homme. Ces instructions donnaient à l’APRONUC le pouvoir d’arrêter, détenir et poursuivre les suspects de manquements graves. De même, le bureau d’un procureur spécial était créé. La police internationale de son côté menait des centaines d’enquêtes sur des crimes graves. Dans beaucoup de ces affaires, le procureur avait suffisamment de preuves pour émettre des mandats. Quand les motivations politiques ou ethniques étaient prouvées, le cas était soulevé auprès du CNS ou lors de réunions privées avec les dirigeants des partis. Le représentant spécial rencontra les deux dirigeants pour les informer des mesures prises pour promouvoir un environnement politique neutre. Le prince Ranariddh exprima sa satisfaction et rappela que son parti avait toujours coopéré et allait continuer à le faire. Sihanouk, de son côté s’était également ravisé et profita d’une réunion du CNS, le 28 janvier à Pékin pour exprimer publiquement son soutien à l’APRONUC et au respect des accords de Paris. Lors de cette réunion, le prince publia en son nom et en celui des membres du conseil appartenant au FUNCINPEC, au FLNPK et au PPC, un communiqué condamnant la violence contre les Cambodgiens et les personnes étrangères, ainsi que tout acte qui menacerait la dignité, les libertés fondamentales, les droits et la sécurité de tout membre des forces internationales.
Le 19 février 1993, la Commission des droits de l'homme des Nations unies adoptait une résolution évoquant pour la première fois la présence d’un bureau à Phnom Penh qui fonctionnerait après le départ de l’APRONUC. Une des principales tâches de cette commission fut alors de préparer la mise en place de cette présence qui devait être un facteur important de la vie politique cambodgienne.
Les actes de violences et d’intimidation qui avaient connu un paroxysme en décembre, s’apaisèrent en janvier mais reprirent de plus belle au début de février, notamment dans les provinces de Battambang et de Kampong Cham ; dans la très grande majorité des cas, les victimes étaient des membres du FUNCINPEC. Néanmoins, les 7 et 8 avril lors de sa seconde visite au Cambodge, le secrétaire général déclara au CNS que les conditions minimales et acceptables pour la tenue de la campagne électorale semblaient réunies. Il se basait notamment sur le fait qu’elle était menée de manière pacifique par des dizaines de milliers de Cambodgiens.
Toutefois, malgré ces signes encourageant, la violence et l’intimidation demeuraient des freins à la mise en place d’un environnement politique neutre. Les victimes comprenaient des membres des quatre factions cambodgiennes. Ainsi, pour la période courant du 1er mars à la mi-mai 1993, les instances internationales avaient recensé 27 exactions contre des représentants politiques, 25 faits d’intimidations contre des civils attribués au PKD, 7 attaques à caractères raciales, 19 manœuvres d’intimidation politique et 32 opérations contre le personnel de l’APRONUC. Ces incidents avaient provoqué quelque 200 décès, 338 blessés et 114 personnes enlevées. Les enquêtes ont attribué 131 morts, 50 blessés et 53 enlèvements aux sympathisants khmers rouges et au moins 15 décès et 9 blessés au gouvernement de Phnom Penh.
Après les élections, le rôle de l’APRONUC se limitait à assurer une transition en douceur des structures administratives vers le nouveau gouvernement et à transférer la supervision des questions relatives aux droits de l’homme à la commission de l’ONU qui, conformément aux accords de Paris, ouvrirait un bureau à Phnom Penh. Au niveau provincial, cela comprenait les enquêtes pour toute accusation de violation des droits de l’homme ou d’intimidation politique et cela devait faciliter le travail des agences qui se mettaient en place. Sur le plan national, les efforts se concentraient sur l’aspect judiciaire et l’administration de la justice. Au départ des troupes internationales, les bases restaient fragiles et les bonnes résolutions tardaient à être suivies d’effet. Toutefois, les avancées étaient loin d’être négligeables, et ce malgré les réticences de la classe dirigeante. Plus de 30 journaux avaient vu le jour alors que des débats sur la nouvelle constitution, organisés par des ONG cambodgiennes avaient lieu dans l’ensemble des zones qui n’étaient pas contrôlées par le PKD.
Mais ces progrès ne doivent pas faire oublier les nombreux manquements qui ont continué à avoir lieu et qui sont reprochés encore de nos jours par plusieurs organisations. On citera notamment Human Rights Watch qui dans son rapport de 1993 notait : « la période de l’opération de maintien de la paix a été marquée par d’importantes violations des droits humains, parmi lesquelles le massacre de résidents vietnamiens au Cambodge, le mauvais traitement de prisonniers, des assassinats politiquement motivés qui ont augmenté dans les mois qui ont précédé les élections de mai 1993 ».

#### Défense
Dans le domaine de la défense nationale, l’APRONUC devait inspecter les structures militaires des trois partis et établir des modalités telles que le contrôle des correspondances afin de s’assurer qu’aucune action ne pouvait mettre à mal la neutralité de l’environnement politique. Les responsables des forces armées des trois factions qui se conformaient aux accords de Paris signèrent une directive destinée à réguler l’activité politique du personnel militaire. À la demande des autorités internationales, le ministre de la défense du gouvernement de Phnom Penh établissait un comité chargé d’enquêter sur les accusations d’activités illégales de la part des forces armées.
Le comité allait toutefois rapidement montrer ses limites et de nombreuses voix reporteront les tentatives d’intimidation des composantes militaires des diverses factions, surtout dans les zones reculées où la présence de l’ONU est la moins visible.

#### Sécurité publique
Concernant la sécurité publique, la police civile internationale devait étroitement collaborer avec les services chargés de superviser le respect des droits de l’homme, les élections, le rapatriement des réfugiés ainsi que les administrations civiles et militaires. La présence policière était destinée à montrer aux Cambodgiens la détermination de l’APRONUC à faire respecter le processus de paix et créer un environnement politique neutre où les abus de pouvoir et l’arbitraire ne seraient pas tolérés. La majeure partie du travail quotidien des 3 600 membres de la police civile internationale consisterait dans la supervision des activités de police et la formation du personnel local notamment sur le rôle de l’APRONUC, le contrôle des trafics, le respect des droits de l’homme, les enquêtes criminelles, la prévention des délits et des émeutes.
En outre, les tâches dévolues comprenaient aussi la formation des juges, procureurs et officiers de police de l’administration existante pour les conformer au nouveau code pénal adopté par le CNS ainsi que des visites régulières des prisons. Des groupes mobiles devaient aussi être mis en place pour assurer la sécurité sur les routes et combattre le brigandage alors en pleine croissance. Le représentant spécial publiait de son côté une directive règlementant la détention et le port d’armes et d’explosifs.
En décembre, un problème devint critique. L’incapacité de l’APRONUC à accéder aux structures administratives du PKD entraina un durcissement des positions du gouvernement de Phnom Penh dirigé par Hun Sen quant à la supervision de son administration. Cette réticence, dont des prémices apparurent dès octobre, devint particulièrement évidente avec la détérioration de la situation militaire et s’appliqua à tous les domaines de vérification alloués à la communauté internationale. Ainsi, à partir de novembre, une recrudescence d’incidents violents tels des attaques contre des bureaux de partis politiques ou de leur personnel, contre des personnes d’origine vietnamiennes et enfin des crimes sans motivations politiques évidentes renforcèrent le sentiment d’insécurité au sein de la population.
Les actes de violences et d’intimidation avaient repris de plus belle avant la fin de l’hiver, notamment ceux contre les Cambodgiens d’origine vietnamienne qui étaient encouragés par les messages de la radio khmère rouge et certains journaux de Phnom Penh. Le 10 mars 1993, des unités du PKD attaquaient un village flottant de la province de Siem Reap, tuant 33 personnes, dont 12 enfants, et en blessant 24.
Le 24 mars, des assaillants attaquaient des bateaux de pêche dans la province de Kampong Chhnang, faisant 8 morts, dont 3 enfants. Enfin, le 29 mars à Phnom Penh, des attaques coordonnées à la grenade sur quatre locaux occupés ou appartenant à des personnes d’ascendance vietnamienne firent 2 morts et au moins 20 blessés. La plupart des meurtres semblaient avoir des mobiles politiques ou ethniques, mais certains assassinats n’avaient pas de motivations apparentes et intervenaient dans un environnement où, après des années de guerre, il y avait profusion d’armes. Les forces internationales ayant refusé de les protéger, plusieurs milliers de membres de la communauté vietnamienne du Cambodge, en réaction à ces séries d’attaques, décidèrent de retourner dans leur pays d’origine, la plupart par bateau. Du 21 mars au 28 avril les points de contrôle sur la frontière gérés par l’APRONUC en dénombrèrent 21 659. De leur côté, les troupes internationales surveillèrent de près ces mouvements et s’assurèrent que les autorités locales protégeaient ces migrants.
Durant sa visite au Cambodge, le secrétaire général lança un appel urgent pour que cesse la violence. Le prince Sihanouk lui emboita le pas et demanda à ses compatriotes de refréner leurs actes de violence à l’encontre de l’APRONUC. Sa déclaration fut approuvée par le gouvernement de Phnom Penh, le FLNPK et le FUNCINPEC.
Malgré des indications préliminaires laissant penser à un déclin relatif des violences au début d’avril, celles-ci continuèrent. Dans beaucoup de cas, il s’agissait d’attaques menées par des groupes inconnus ou proches du PKD contre des fonctionnaires du gouvernement ou d’autres contre les membres des autres partis mené par des auteurs qui, quand ils pouvaient être identifiés, s’avéraient avoir des accointances avec les autorités de Phnom Penh. En avril, des attaques contre le personnel international eurent aussi lieu, faisant 7 morts et 15 blessés. La mort d’un volontaire japonais de l’ONU et de son interprète cambodgien marqua les esprits. À Kampong Spoe, 4 militaires bulgares furent tués et 9 autres blessés dans trois incidents différents.
Début mai, des véhicules de l’APRONUC furent attaqués à Kampong Cham et Banteay Mean Chey, blessant 15 militaires et policiers et tuant un observateur civil japonais. Le 21 mai, une attaque du PKD contre un poste de police rate sa cible et endommage le local d’une compagnie d’ingénierie chinoise.
Le conseil de sécurité, par la résolution 826 du 20 mai 1993, condamnait tous les actes de violences commis pour des raisons politiques ou ethniques, ainsi que contre le personnel international. Dans le même temps, le conseil réaffirmait à toutes les parties cambodgiennes la nécessité de coopérer avec l’APRONUC.
Cette condamnation sera malheureusement sans effet, et le Cambodge connaîtra encore des problèmes de sécurité pendant de nombreuses années.

#### Finances
Dans le domaine des finances, l’APRONUC devait travailler avec les administrations existantes pour mettre en place des processus de contrôle des dépenses, des sources de revenus, du fonctionnement de la banque centrale et préparer la privatisation des biens publics. Le CNS adoptait une directive du représentant spécial sur le transfert dans le privé de certains actifs de l’État afin d’introduire une transparence dans les transactions. L’APRONUC devait aussi tenter de stabiliser l’économie du pays pour réduire les risques de troubles à même de saper l’environnement électoral. Des équipes de contrôle supplémentaires avaient été créées en plus de celles de supervision des structures gouvernementales, en particulier, en dehors de Phnom Penh. Chaque équipe était dirigée par un inspecteur assisté d’un conseiller aux finances et d’un autre à la sécurité publique représentant des composantes de police civile et militaire. Enfin, elle était composée d’analystes et d’interprètes chargés de travailler dans le domaine de l’éducation et de l’information.
Après les élections, le rôle de l’APRONUC se limita à favoriser une transition en douceur des structures administratives existantes vers le nouveau gouvernement. Au niveau provincial, alors que les contacts avec les fonctionnaires furent maintenus, le dialogue et l’esprit de réconciliation national étaient encouragés. Concernant les biens nationaux, toutes les ventes, transferts ou autres arrangements furent règlementés. D’une manière générale, les contrôles financiers furent maintenus pendant la période transitoire, aussi bien au niveau régional que national.
Ces contrôles s’avéreront toutefois peu efficaces et même un rapport émanant du Ministère français de la Défense reconnaissait que la « reconstruction économique du pays dans son ensemble n’est pas envisageable : l’insécurité et les visées et intérêts divergents de plusieurs nations compromettent tout effort dans ce domaine tandis que corruption et trafics continuent, dilapidant les principales richesses disponibles du pays ».

### Élections

#### La mise en place
À la fin de 1991 une unité d’organisation des élections fut créée et était chargée de recueillir des données sociodémographiques et cartographiques afin de préparer le scrutin. Cette unité sera par la suite intégrée au personnel électoral de l’ONU. Le reste de ce personnel sera progressivement déployé à travers le pays. En coopération avec le CNS, l’APRONUC devait établir un système de lois, de procédure et de mesures nécessaires à l’organisation d’élections libres et équitables au Cambodge. Elle devait aussi mettre en œuvre un code de conduite permettant de participer tout en respectant les droits de l'homme et en empêchant les pratiques de coercition ou de financement occultes destinés à influencer le choix des électeurs. Les lois existantes qui allaient à l’encontre des accords devaient être abrogées. Un système pour enregistrer les votants et les partis en lice devait être mis en place, ainsi qu’un processus permettant de garantir un vote libre et équitable. Enfin, il fallait aussi permettre la présence d’observateurs internationaux pour garantir la régularité des élections.
L’APRONUC devait également gérer les plaintes pour irrégularités, mettre en place les actions correctives et publier les résultats. L’intégralité du processus ne devait pas dépasser 9 mois ; il nécessitait 198 agents internationaux qui devaient opérer dans les quartiers généraux et les centres municipaux et provinciaux ainsi que quelque 400 volontaires des Nations unies dans chacun des 200 districts. Ils seront secondés par environ 4 000 Cambodgiens durant l’inscription sur les listes électorales et, pendant les élections, par 1 000 superviseurs internationaux et 56 000 agents cambodgiens répartis dans 8 000 équipes. Pour améliorer l’efficacité et diminuer les coûts, les opérations étaient informatisées. Le secrétaire général des Nations unies recommandait que les inscriptions des votants commencent en octobre 1992 et durent trois mois. Cette période pouvait être étendue si son représentant spécial le jugeait nécessaire. Près de 60 % des effectifs de la police internationale furent ainsi directement impliqués dans le processus d’inscription sur les listes électorales.
Pendant la campagne, l’accroissement des attaques contre les bureaux des partis politiques amena les troupes de l’APRONUC à intensifier les patrouilles et les gardes pour réfréner les agressions. Elles surveillaient aussi les meetings, les rassemblements et les bureaux de vote. Les élections étaient programmées pour fin avril ou début mai 1993.

#### Les inscriptions sur les listes
Un projet de loi électorale fut présenté le 1er avril 1992 au CNS et fit l’objet d’une série de consultations. Malgré les réserves du PKD, la loi fut adoptée le 5 août, et promulguée le 12. Elle différait quelque peu du projet initial. Tout d’abord, afin de restreindre le droit de vote aux seuls Cambodgiens, l’inscription sur les listes se limitait aux personnes nées au Cambodge ayant au moins un des deux parents également nés sur place ainsi qu’à ceux ayant vu le jour à l’étranger mais ayant au moins le père ou la mère qui répond à la condition précédente. Ces restrictions, allaient être à la source de certaines difficultés quand on s’aperçut que si elles permettaient aux personnes d’origine vietnamienne ayant eu au moins un grand-parent né au Cambodge de participer, elles excluaient les Khmers Krom nés au Viêt Nam. Le second amendement permettait aux Cambodgiens de la diaspora de voter en ouvrant trois bureaux outre-mer, un en Europe, un en Amérique du Nord et enfin un en Australie.
Toutefois, l’enregistrement se ferait exclusivement au Cambodge. De plus, comme précisé dans les accords, les 120 membres de l’assemblée constituante seraient choisis sur la base d’un scrutin proportionnel par province, mais étant donné qu’aucune donnée démographique n’existait concernant la disposition et l’importance de l’électorat, la répartition des sièges allait dépendre des inscriptions.
Tout Cambodgien d’au moins 18 ans était éligible et pouvait participer au vote qui devait permettre de choisir un parti préalablement enregistré par l’APRONUC pour avoir le droit de participer. Enfin, la liste des candidats de chaque parti serait publiée dans chaque province avant les élections.
Le représentant spécial promulgua un nombre de révisions mineures à la loi électorale pour répondre à des problèmes, notamment de sécurité. L’enregistrement des 4,7 millions de votants, qui avait débuté le 5 octobre 1992 préalablement pour trois mois et qui finalement dura jusqu’au 31 janvier 1993, fut supervisé par des représentants des partis politiques qui avaient le droit de contester des scrutateurs. Les listes furent entrées dans les ordinateurs de l’APRONUC, prévus pour consigner jusqu’à 5,2 millions de votants.
Il n’était toutefois pas possible d’accéder aux zones contrôlées par le PKD, dont on estimait qu’elle comprenait 5 % de la population du pays. Le 15 août, débuta l’inscription des partis. Le secrétaire général restait convaincu que le processus électoral pourrait se dérouler dans les temps prévus.
À la demande des partis cambodgiens et du prince Sihanouk, l’APRONUC étudia également un projet d’organiser une élection présidentielle. Bien qu’un tel scrutin ne fût pas prévu par les accords de Paris, il reçut un accueil favorable .
Les inscriptions sur les listes électorales commencèrent à Phnom Penh le 5 octobre, le 19 dans quatre autres provinces et progressivement dans les suivantes. Le personnel affecté à cette tâche comprenait notamment près de 280 Cambodgiens chargés de collecter les données et travaillant en 3 × 8. Après quelques semaines, on comptait déjà près d’un million d’inscrits.
Toutefois, les différends avec le PKD s’accumulaient, et le 8 novembre 1992, lors d’une réunion à Pékin, les partisans de Pol Pot indiquaient leur intention de ne pas prendre part au processus électoral tant que les conditions de neutralité politique n’étaient pas réunies. Ces circonstances firent que le retrait des forces internationales initialement prévu fut ajourné et les militaires furent redéployés afin de garantir la sécurité des populations et d’assurer la protection des inscriptions sur les listes, particulièrement dans les zones reculées et non sécurisées.
De son côté, la radio de l’APRONUC débuta ses émissions le 9 novembre 1992, avec des programmes qui couvraient principalement l’enregistrement sur les listes et le processus électoral.
Le 30, novembre par la résolution 792, le conseil de sécurité confirmait que les élections à l’Assemblée constituante cambodgienne devraient se dérouler au plus tard en mai 1993 et prenait note des propositions du secrétaire général pour l’organisation d’une élection présidentielle. Il condamnait le PKD pour ne pas avoir tenu les promesses faites lors de la signature des accords de Paris et lui demandait, entre autres, de se conformer immédiatement à ses obligations, de faciliter le déploiement des forces de l’APRONUC dans les zones sous son contrôle, et de ne pas entraver l’inscription sur les listes électorales dans ce secteur. Le conseil détermina que les troupes internationales devraient préparer les élections dans les zones auxquelles elles auraient accès au 31 janvier 1993. Il demandait au secrétaire général d’évaluer les conséquences du refus de coopérer du PKD sur le déroulement du processus électoral.
Le 21 décembre, le représentant spécial annonçait que la fin de la période d’enregistrement sur les listes électorales était repoussée au 31 janvier 1993. Le 4 janvier 1993, le prince Sihanouk a confirmé au représentant spécial qu’il serait prêt à se présenter à une éventuelle élection présidentielle.
Mais, lors de la réunion du CNS le 28 janvier, il annonçait sa décision de ne pas présenter sa candidature pour le moment. Au contraire, il désirait attendre que la nouvelle constitution soit adoptée et que le président puisse être élu suivant les modalités définies par la nouvelle règlementation qui en découlerait. Lors de cette réunion du 28 janvier, les dates des élections à l’assemblée constituante furent fixées du 23 au 25 mai 1993. Ces dates seront pas la suite étendues, pour permettre le vote dans les bureaux mobiles les 27 et 28 mai.
Lors de la clôture des listes, plus de 4,6 millions de personnes s’étaient inscrites, soit près de 96 % de la population en âge de voter. En janvier, alors que les listes allaient bientôt être closes, il fut décidé que les réfugiés pouvaient se faire enregistrer depuis les camps en Thaïlande et recevoir leurs cartes lors de leur retour au Cambodge.
Toutefois, les menaces étaient montées d’un cran. Ainsi, en janvier, deux femmes cambodgiennes, membres de l’équipe d’enregistrement des votants succomberont à une attaque sur un village de la province de Siem Reap. On ne sait si cette agression était l’œuvre du PKD ou de sympathisants du PPC, réagissant à l’emprisonnement d’un des leurs, soupçonné d’avoir attaqué un bureau du FUNCINPEC et à la demande de limogeage du gouverneur de la province accusé de laisser se développer les brutalités, arrestations arbitraires et autres mesures d’intimidation à l’encontre de l’opposition.
Le 27 janvier 1993, 20 des 22 partis prévus s’étaient conformés à la loi électorale en présentant une liste de 500 membres inscrits comme futurs votants. Ni le PKD ni son parti politique, le Parti de l’Unité Nationale Cambodgienne, fondé en novembre 1992, n’avaient rempli leurs obligations pour se présenter aux élections. Ces 20 partis représentaient un ensemble de 3 268 candidats, dont 240 pour le FUNCINPEC et le PPC et 238 pour le PLDB.

#### La campagne
Le 10 février, à une réunion du CNS, l’APRONUC annonçait que la campagne électorale débuterait le 7 avril 1993 et s’achèverait le 19 mai soit quatre jours avant le début des votes. Durant la campagne, l’ONU mettrait tous ses moyens de diffusion et d’information à la disposition de tous les partis politiques en vue de garantir un accès équitable aux médias.
Le 8 mars, le conseil de sécurité, par la résolution 810, se félicitait du résultat des inscriptions et demandait à l’APRONUC de poursuivre ses efforts pour maintenir un environnement politique neutre propice au déroulement d’élections libres.
Le 11 mars, le représentant spécial rencontrait les responsables des 20 partis pour les informer de leurs droits et de leurs devoirs vis-à-vis de la loi électorale en tant que dirigeants politiques.
Le 4 avril 1993, le PKD annonçait officiellement au CNS sa décision de ne pas participer au processus électoral, prétextant que les forces vietnamiennes continuaient à occuper le Cambodge et que l’environnement politique n’était toujours pas neutre.
Les 465 volontaires de l’ONU qui faisaient office d’observateurs, souvent dans des zones reculées et parfois peu sûres, jouaient un rôle important dans le programme d’éducation civique et pour convaincre les futurs électeurs que leurs votes seraient bien secrets, contrairement aux allégations de certains partis politiques. Dans leurs attributions figuraient aussi la formation du personnel électoral. Toutefois, après un incident le 8 avril 1993 dans lequel un superviseur fut tué, l’APRONUC mit en place des mesures préventives pour améliorer la sécurité. On demandait aux volontaires présents dans des zones considérées à risques de quitter les campagnes et de ne pas sortir sans une escorte armée jusqu’à nouvel ordre.
La campagne électorale débuta officiellement le 7 avril ; les 20 partis participèrent activement et ouvrirent des bureaux dans la majeure partie du pays. Le FUNCINPEC inauguraient 762 permanences, le PLDB 204, tous deux répartis dans les 21 provinces, le PLD (Parti Libéral Démocratique, né d’une scission au sein du FLNPK) 146 dans 20 provinces, le MOLINAKA (royaliste indépendant du FUNCINPEC) 57 dans 15 provinces, le Parti démocratique 56 dans 19 provinces et le reste des partis, 163 bureaux. Les observateurs se disséminèrent sur l’ensemble du pays, afin d’aider les agents électoraux dans leur campagne d’éducation civique. Après coup, des déserteurs khmers rouges affirmèrent que ce déploiement de force était la principale raison pour laquelle leurs dirigeants renoncèrent à saboter le scrutin .
Durant sa seconde visite au Cambodge les 7 et 8 avril, le secrétaire général déclara au CNS qu’il pensait que les conditions minimales et acceptables pour la tenue de la campagne étaient réunies. Il se basait notamment sur le fait qu’elle était menée de manière pacifique par des dizaines de milliers de Cambodgiens. Toutefois, l’ensemble des unités militaires de l’APRONUC recevaient dans le même temps l’ordre d’accroitre leur vigilance, d’améliorer les mesures visant à assurer la sécurité du processus électoral et de protéger des conditions d’instabilité les représentants des partis cambodgiens ainsi que le personnel international.
Il fut aussi décidé que durant les élections, aucun vote n’aurait lieu dans les zones contrôlées par le PKD pour lesquelles l’APRONUC n’avait pas été autorisée à accéder, ni dans celles où des escouades khmères rouges opéraient. Les autres parties du pays étaient classés comme zones à haut, moyen ou faible risque. Des mesures de sécurité appropriées furent établies en fonction du niveau de danger. Dans les zones à haut risque, des militaires armés devaient stationner dans et autour des bureaux de vote, du matériel de protection était distribué au personnel international et des forces d’intervention rapide ainsi que des équipes médicales d’urgence furent déployées. En réponse aux menaces grandissantes dans certaines provinces, le personnel civil de l’APRONUC fut retiré et à certains endroits, le nombre de bureaux fut réduit. Enfin, la sécurité fut renforcée dans les agences des organismes internationaux.
Le 21 avril, lors d’une réunion du CNS, le représentant spécial déclarait qu’à son avis, la liberté et l’équité des élections dépendrait surtout de trois facteurs : la mesure dans laquelle la campagne et le vote seraient perturbés par la violence et les intimidations ; comment le gouvernement de Phnom Penh, qui contrôlait la plus grande zone et avait la structure administrative la mieux implantée, profiterait indument de cette situation ; enfin l’organisation technique des élections.
L’APRONUC avait abordé à maintes reprises, autant en public qu’en privé, avec les autorités de Phnom Penh la nécessité de séparer les intérêts du pays de ceux du parti, notamment l’accès aux médias des autres formations politiques et leurs droits à une liberté de mouvement. En effet, des rapports convergeant indiquaient que l’appareil d’État était largement utilisé pour faire la promotion électorale du pouvoir en place et que les mesures d’intimidations et d’entrave envers les autres formations étaient loin d’être négligeables. Les élections restaient le point principal de la mission.
Le secrétaire général avait ainsi tenu à préciser dans son rapport du 13 février 1993 que « la partie de l’État du Cambodge offre à l’APRONUC une importante coopération depuis que l’opération a commencé, mais ces derniers mois, il y a eu de graves difficultés tenant au maintien de l’ordre dans les zones sous son contrôle et à la protection d’autres partis politiques menant une activité politique licite ».
Pendant la campagne électorale, du 7 avril au 19 mai 1993, quelque 1 500 réunions et rassemblements politiques se tenaient quotidiennement et de manière pacifique, touchant près de 800 000 personnes dans tout le pays. L’APRONUC organisa de son côté des réunions auxquelles elle conviait plusieurs partis. Toutes les formations politiques avaient accès aux moyens de communication de l’APRONUC. Ainsi, le FUNCINPEC dont l’avion avait été bloqué pour des raisons obscures par les autorités de Phnom Penh avait pu obtenir d’utiliser un aéroplane de l’organisation internationale pour les besoins de sa campagne. Il sera alors indiqué que l’expérience pourrait être reconduite avec tout parti dont la liberté de circulation serait entravée, ce qui sera le cas avec deux autres formations.
Dans les semaines précédant les élections, la violence renait et on compte 110 morts et 179 blessés. Le secrétaire général notait toutefois qu’il « ne serait pas réaliste de soumettre le Cambodge à des normes qui sont valables pour des pays jouissant d’une situation stable ou possédant des traditions démocratiques bien établies ».
Le conseil de sécurité, par la résolution 826 du 20 mai 1993, avalisait ce point de vue et félicitait ceux qui malgré les intimidations participaient à la campagne électorale conformément aux accords de Paris. Il exprimait également sa satisfaction du fait que le scrutin puisse se dérouler aux dates prévues.

#### Le déroulement des élections et ses résultats
Les votes eurent lieu du 23 au 28 mai 1993. Pour des raisons économiques, seul un bulletin était disponible, comportant les noms et les sigles des 20 partis en lice sur lequel les électeurs devaient cocher la formation de leur choix. Dans les trois premiers jours, environ 1 400 bureaux fixes étaient disséminés à travers tout le pays, ainsi que quelque 200 équipes mobiles, pour les zones difficiles d’accès. Un fonctionnaire cambodgien présidait chacune des officines, secondé par un agent international.
À partir du 26 mai, quelques bureaux fixes furent reconvertis en mobile et opérèrent jusqu’au 28. Finalement, le PKD ne mit pas ses menaces à exécutions et le scrutin se déroula sans incidents notoires ; de nombreux cadres khmers rouges du Phnom Malay vinrent même voter à Poipet.
Le décompte, opéré par l’APRONUC débuta le 29 mai. À cette date, lors d’une réunion du CNS, le représentant spécial déclara, au nom du secrétaire général des Nations unies, qu’il estimait que les élections avaient eu lieu d’une manière libre et équitable.
Un total de 4 267 192 électeurs, soit 89,56 % des inscrits, ont participé au vote. Sur les 4 011 631 suffrages exprimés au niveau national, le FUNCINPEC en recueillait 1 824 188, soit 45,47 %, devant le PPC qui totalisait 1 533 471 voix, soit 38,23 % ; le PLDB devait se contenter de 152 764 électeurs (3,81 %) et les 17 autres partis se partageaient le reste. Le nombre de sièges à l’assemblée constituante étaient de 58 pour le FUNCINPEC, 51 pour le PPC, 10 pour le PLDB et 1 pour une quatrième formation politique, le MOLINAKA d’obédience royaliste.
En dépit du succès de ces élections et de la création de l’assemblée constituante, la période postélectorale ne fut pas exempte de remous. Malgré la satisfaction que le PPC, avait affiché lors de la réunion du CNS du 29 mai, concernant l’excellente tenue des élections, le parti au pouvoir fit état de nombreuses irrégularités dans le décompte des voix et demandait à l’APRONUC d’organiser de nouvelle élections à Phnom Penh et dans trois provinces.
Le conseil de sécurité, de son côté, par la résolution 835 du 2 juin 1993, appelait toutes les parties à honorer leurs engagements et à respecter les résultats.
Rendant compte le 10 juin de la tenue et des résultats des élections lors d’une nouvelle réunion du CNS, le secrétaire général informe le conseil que des quatre parties signataires des accords de Paris, seul le PKD n’a pas pris part au scrutin et a menacé de le perturber par des actes violents. Mis à part quelques rares incidents, le vote s’était toutefois déroulé de manière pacifique et souvent dans une atmosphère festive, avec des électeurs qui parfois parcouraient des kilomètres sur des chemins difficiles pour mettre leurs bulletins dans l’urne, bravant les menaces contre leur sécurité et les moussons qui s’abattaient sur le pays.
Le PPC, de son côté, qui contrôlait encore les administrations locales, et qui se targuait de disposer de 3 millions d’adhérents, annonçait qu’il ne pouvait pas reconnaitre les résultats des élections. Ses récriminations portaient sur quatre points principaux, à savoir le manque de neutralité des forces internationales qui auraient défavorisé le parti au pouvoir à Phnom Penh, des modifications de la loi électorale opérées sans en référer au CNS, l’interdiction faite aux partis d’accéder aux lieux où étaient entreposés les bulletins et des irrégularités diverses allant d’urnes scellées mais vidées de leur contenu à des sceaux brisés et des divergences entre certains procès verbaux et le nombre de bulletins. Il demandait des enquêtes concernant les anomalies qu’il avait signalées.
L’APRONUC engagea d’âpres discussions à ce sujet, demandant au PPC de fournir des détails pour étayer ces accusations. Toutes les données concrètes furent rapidement examinées. Le représentant spécial et ses associés contactèrent Chea Sim, le président du PPC pour lui communiquer l’ensemble des mesures prises pour rectifier les anomalies dont ils avaient eu connaissance. L’APRONUC affirmait aussi on ne peut plus clairement que les irrégularités relevées ne pouvaient constituer des fraudes et qu’aucune des accusations du parti au pouvoir, même si elles devaient s’avérer fondées, ne remettrait en cause le résultat des élections.
Début juin, des fonctionnaires de l’État du Cambodge, emmenés par le prince Chakrapong, déclarèrent la sécession des six provinces orientales de Kampong Cham, Prey Veng, Mondol Kiri, Rotanah Kiri, Stoeng Treng et Svay Rieng .
La tension s’accroissait dans ces provinces et se caractérisait par des attaques contre le personnel et les propriétés de l’APRONUC. Cela conduisit à retirer les 12 et 13 juin le personnel international civil qui n’était pas essentiel. Le représentant spécial demanda au prince Sihanouk de contacter les dirigeants du PPC et du FUNCINPEC. Le 12 juin, le prince lança un appel pour un règlement pacifique et une normalisation de la situation. Le représentant spécial, un temps réticent, encourageait lui aussi au dialogue entre les deux principaux partis. Le 15 juin, Norodom Sihanouk proposait la formation d’un gouvernement national provisoire cambodgien (GNPC) coprésidé par le prince Ranariddh et Hun Sen.
Pendant ce temps, la position du PPC s’était assouplie et les velléités de sécession s’étaient estompées. Le 21 juin, les autorités de Phnom Penh publiaient une déclaration où elles reconnaitraient le résultat des élections quel que soit le dénouement des investigations sur les irrégularités. L’APRONUC, de son côté, acceptait de créer un comité d’enquête pour gérer ce problème.
Finalement, le 24 juin, le PPC, le FUNCINPEC et le PLDB s’accordaient sur la formation d’un gouvernement provisoire et envoyèrent la liste des cabinets à l’assemblée constituante. Dans le même temps, le PKD annonçait qu’ils pourraient eux aussi accepter le résultat des élections.
Le secrétaire général informait le conseil de sécurité que l’établissement du GNPC, bien que non prévu dans les accords de Paris, aboutissait à « une coopération fructueuse entre les différents partis représentés à l’assemblée constituante ».
L’administration, qui devait fonctionner pendant la période transitoire, était une tentative de fusion de trois structures existantes, avec le prince Sihanouk à la tête de l’État. Toutefois, cette fusion n’était que relative et n’eut que peu de prolongement au niveau local, le PPC conservant l’essentiel de ses positions de 1991 .
Néanmoins, des pourparlers entre le PKD et les partis contribuant au nouveau gouvernement du pays permettaient d’espérer une réconciliation nationale globale,. Après les élections, un personnel international réduit restait à Phnom Penh pour assister le comité consultatif électoral dans le traitement des plaintes déposées par le PPC puis aider à mettre en place une assemblée constituante et une nouvelle constitution.

### Constitution
Par la résolution 840 du 15 juin 1993, le conseil de sécurité avalisait le résultat des élections de mai. Il exprimait aussi son soutien total aux 120 nouveaux élus de l’assemblée constituante qui devait rédiger une constitution et se transformer en assemblée législative chargée de nommer un nouveau gouvernement. Le conseil insistait sur la nécessité pour l’assemblée, de mener à bien sa mission dans les plus brefs délais et de ne pas dépasser les trois mois stipulés par les accords de Paris. Il demandait aussi à l’APRONUC, de poursuivre son activité pendant la période de transition, en coopération avec le CNS.
L’assemblée constituante débuta ses travaux le 14 juin 1993. Lors de la session inaugurale, une résolution fut adoptée qui replaçait le prince Sihanouk comme chef de l’État, rétroactivement à 1970, rendant sa déposition du 18 mars 1970 nulle et non avenue. L’assemblée donnait aussi au prince les pouvoirs de chef de l’État.
Le 30 juin, l’assemblée constituante élisait son président ainsi que ses deux vice-présidents et adoptait un code de conduite. Deux comités étaient également créés, un pour élaborer un projet de constitution et un autre pour définir des règles d’administration. À la demande des partis, l’APRONUC fournissait une assistance logistique et opérationnelle ainsi que des conseils techniques. L’assemblée bénéficia également d’un vote de confiance, le 1er juillet 1993.
Le 21 septembre 1993, l’assemblée constituante adoptait la nouvelle constitution par 113 voix pour, 5 contre et 2 abstentions. Elle était le fruit d’un compromis entre les deux partis dominants.
La monarchie était rétablie et le roi est choisi par un conseil du trône parmi les descendants des rois Norodom ou Sisowath. Comme dans la plupart des monarchies constitutionnelles, il règne mais ne gouverne pas. Le Premier ministre, nommé par le monarque, dirige le gouvernement et est responsable devant l’Assemblée nationale élue pour cinq ans. Si l’économie est libérale, les marchés demeurent sous le contrôle de l’État et les libertés publiques restent limitées par la loi. Enfin, pour éviter que ne se reproduise la crise qui avait suivi les élections, il fut défini que le gouvernement devait obtenir l’aval de 66 % des membres de l’Assemblée nationale.
La constitution est officiellement promulguée le 24 septembre 1993. Le jour même, le conseil du Trône élisait le prince Sihanouk roi du Cambodge. En conformité avec les accords de Paris et cette nouvelle constitution, l’assemblée constituante devint législative. Le nouveau roi nomma son fils, le prince Norodom Ranariddh, chef du FUNCINPEC, premier Premier ministre du nouveau gouvernement et Hun Sen, dirigeant du PPC, second Premier ministre.
Cet acte marquait la fin de la mission de l’APRONUC qui à cette date avait déjà commencé le retrait de son personnel et dont les derniers membres – appartenant au service médical – quittèrent le Cambodge le 31 décembre 1993.

### Reconstruction
Sans développement du pays, le régime mis en place avec l’aide de l’ONU ne pouvait pas être viable. Dès la signature des accords de Paris, une déclaration sur le relèvement et la reconstruction du Cambodge avait été signée, qui stipulait que « la mise en œuvre d'un effort international d'aide devrait se dérouler sur une période déterminée de manière réaliste, compte tenu des impératifs tant politiques que techniques ». Dans le but d’harmoniser et gérer les contributions qui en découleraient, il avait été suggéré de créer un comité international pour la reconstruction du Cambodge sous l’égide des Nations unies.

#### Gestion de l’aide internationale
Un directeur chargé de répertorier les besoins et de coordonner les différentes activités avait été nommé par le secrétaire général et devait rendre compte au représentant spécial. Ce directeur était chargé d’attribuer les ressources en fonction des contributions de l’aide internationale.
Pendant sa visite au Cambodge, du 18 au 20 avril 1992, Boutros Boutros-Ghali lança un appel à la communauté internationale pour fournir 593 millions de dollars afin de financer l’effort de reconstruction. Une conférence ministérielle sur la réhabilitation et la reconstruction du Cambodge se tint à Tokyo du 20 au 22 juin 1992, à laquelle participaient 33 pays (Allemagne, Australie, Autriche, Belgique, Brunei, Cambodge, Canada, Chine, Corée, Danemark, Espagne, États-Unis, Finlande, France, Inde, Indonésie, Irlande, Italie, Japon, Laos, Malaisie, Norvège, Nouvelle-Zélande, Pays-Bas, Philippines, Portugal, Royaume-Uni, Russie, Singapour, Suède, Suisse, Thaïlande et Viêt Nam), plusieurs organisations intergouvernementales telles l’Union européenne et de nombreux programmes des Nations unies. La conférence déboucha sur deux déclarations adoptées à l’unanimité. Une concernait le processus de paix et l’autre la réhabilitation du Cambodge. Dans la seconde, les participants s’étaient mis d’accord pour créer un comité international pour la reconstruction du Cambodge. Sous la présidence du Japon, il était chargé de coordonner à moyen et long terme les efforts de réhabilitation de la communauté internationale. Enfin, les promesses de dons d’aide au Cambodge s’élevaient à 800 millions de dollars, dépassant largement les 593 millions demandés.
Toutefois, au début de 1993, le secrétaire général rapportait que seuls 95 millions de dollars avaient été en fait déboursés. De plus, l’absence de fonds dans certains secteurs spécifiques, dont la formation et le maintien de certains services sociaux cruciaux, risquait de compromettre l’ensemble de l’effort de réhabilitation. Ces problèmes furent discutés lors d’une réunion des donateurs à Phnom Penh, le 25 février 1993. Les participants reconnurent la nécessité d’accélérer le paiement des sommes promises à Tokyo. Ils révisèrent les priorités des besoins et convinrent de réunir après les élections le comité international de reconstruction du Cambodge. À la mi-août 1993, environ 200 millions avaient été payés. Une nouvelle réunion eu lieu à Paris les 8 et 9 septembre 1993 où de nouvelles promesses se montant à 120 millions furent faites. Dans le même temps, en juin 1993, après les élections et alors que débutait le retrait des forces de l’APRONUC, le secrétaire général déclarait que le Cambodge nécessitait une aide et une assistance internationale continue. Le pays faisait toujours face à d’énormes problèmes de sécurité, de stabilité ; il devait en outre améliorer ses moyens de déminage et assurer son développement économique et social.
La future aide devait se situer hors du cadre de l’APRONUC qui était une opération au mandat, à la durée et aux ressources clairement définis. Afin de coordonner l’ensemble des activités civiles assignées à diverses agences de l’ONU, telles que la poursuite du développement, l’aide humanitaire et la promotion du respect des droits de l’homme au Cambodge, le secrétaire général réitérait son intention d’installer à Phnom Penh un bureau permanent pour un représentant des Nations unies. Le bureau aurait aussi à traiter plusieurs problèmes persistants issus des accords de Paris et de la présence de l’APRONUC dans le pays. Le secrétaire général ne recommandait pas, à ce stade, de maintenir la force militaire internationale mais de reconsidérer la question si une demande en ce sens émanait du nouveau gouvernement.
Si, par la résolution 860 du 27 août 1993 le conseil de sécurité approuvait le plan de retrait et notamment que celui-ci devrait prendre fin au plus tard le 15 novembre 1993, il prolongeait, par la résolution 880 du 4 novembre 1993, la fin de la période de formation au déminage jusqu’au 30 novembre 1993 et le retrait des derniers éléments des composantes médicales et de la police militaire au 31 décembre 1993.

#### Déminage
Si, malgré les nombreux rapports d’ONG sur la situation dans le pays, la mission de déminage avait été occultée lors de la signature des accords de Paris, le besoin d’instruire le personnel cambodgien et de procéder aux premiers travaux devient rapidement impérieux. En effet, lors des deux décennies de guerres civiles, les différents belligérants avaient disséminé des mines anti-personnel à travers tout le pays ; leur nombre était évalué à plusieurs millions ; elles avaient déjà fait près de 35 000 amputés et compromettaient la sécurité des campagnes. L’APRONUC a donc dû reprendre à son compte le programme de sensibilisation et d’assistance au déminage initié par la MIPRENUC. Il fallut toutefois attendre 8 longs mois avant que le CNS ne crée, le 20 avril 1992, le Centre d'action de déminage du Cambodge (CMAC en anglais) sous la présidence du prince Sihanouk et la vice-présidence de l’envoyé spécial du secrétaire général de l’ONU. Chacun nommait cinq membres d’un comité directeur chargé de définir les politiques de sensibilisation, de délimiter les zones à risque et d’éliminer les mines.
Au même moment, à la fin avril 1992, six équipes internationales de formation au déminage étaient opérationnelles et quatre autres groupes étaient prêts à commencer leur travail. Ces unités comprenaient alors près de 183 membres et étaient réparties entre les équipes de formations et celles de contrôle des interventions. Elles devaient enfin s’assurer que le CMAC serait opérationnel lors du retrait. Il était prévu d’instruire près de 5 000 Cambodgiens à la détection et à la destruction des mines avant la fin de l’année, beaucoup provenant des soldats à démobiliser dans les troupes des quatre composantes du CNS. Ces nouvelles compétences devaient contribuer à la réhabilitation du pays et à créer des emplois.
La première réunion du comité directeur du CMAC se tint le 4 novembre 1992. En août 1993, un peu plus de 4 km2 de territoire avaient été nettoyés ; 37 000 mines et autres engins non explosés avaient été détruits alors que quelque 2 300 Cambodgiens avaient été formés. On restait toutefois loin des 3 000 km2 de terre de première nécessité que le Comité International pour la Reconstruction du Cambodge avait estimé urgent de déminer.
En novembre 1993, au départ de l’APRONUC, le déminage restait une entrave importante au développement du pays et le restera pendant des années : alors qu’en 2000 les mines ont fait 2 000 victimes, il faudra attendre 2005, où leur nombre sera encore de plus de 800 pour voir une accalmie et enregistrer une baisse significative dans les années qui suivent, avec 450 en 2006, 351 en 2007, 271 en 2008 …

#### Remise en état des infrastructures
Dans la déclaration sur le relèvement et la reconstruction au Cambodge issue des accords de Paris, il avait été tenu compte des besoins de réhabilitation. Le secrétaire général des Nations unies devait, dans un premier temps nommer un coordinateur chargé de répondre aux besoins urgent et « préparer le terrain pour l’élaboration de plans à moyen et long terme ». Pour les échéances plus éloignés, la définition des priorités de reconstruction était laissée à la charge du futur gouvernement issu des élections. L’effort de réhabilitation devait couvrir des domaines aussi variés que la sécurité alimentaire, la santé, le logement, la formation, l’éducation, le réseau de transport et les services publics. Un directeur chargé de répertorier les besoins et de coordonner les différentes activités avait été nommé par le secrétaire général et devait rendre compte au représentant spécial.
Dès février 1992, il était reconnu que vu l’état des infrastructures au Cambodge et afin de pouvoir mener à bien la mission de l’APRONUC, il faudrait consacrer un effort urgent aux opérations basique de réparations sur les routes, les aéroports, les ports, la distribution électrique les communications et les capacités d’hébergement. Peu après la mise en place de l’APRONUC, un comité de conseil technique du CNS fut créé sous la supervision du coordinateur pour faciliter l’approbation des projets par les partis cambodgiens. Cet effort se devait d’être réalisé avant le début de la saison sèche, en mai. Dans le courant de l’année 1993, le CNS approuvait une proposition faite par l’APRONUC et l’UNESCO, pour créer une autorité cambodgienne chargé de la protection de l’héritage national afin de coordonner les efforts de protection et de gestion du patrimoine culturel cambodgien.
En juin 1993, le secrétaire général, en déclarant que l’aide internationale au Cambodge devrait se poursuivre bien après le retrait des forces de l’APRONUC, avait implicitement reconnu que la mission de reconstruction n’avait pu être menée à bien .
Le secrétaire général avait en effet noté que vue la détérioration des conditions de sécurité au Cambodge, des policiers militaires et des équipes médicales seraient nécessaires pour assurer la sécurité du personnel international jusqu’à ce que le retrait du personnel international soit terminé. Vers la fin de la période de transition, la reconstruction se focalisait sur des projets de réhabilitation à court terme qui devaient produire des résultats rapides. Ces projets impliquaient la maintenance des services publics, des structures d’éducation et du système de santé. La plupart nécessitaient beaucoup de main d’œuvre et créaient des emplois. La réponse des donateurs à ces initiatives était globalement positive. Fin septembre 1993, le conseil de sécurité exprimait sa satisfaction quant aux évolutions prometteuses qui ont été mises en place au Cambodge depuis les élections et insistait sur l’importance d’une aide permanente de la communauté internationale pour promouvoir la paix, la démocratie et le développement au Cambodge. Le 26 septembre 1993, les deux premiers ministres demandèrent au secrétaire général d’étudier la possibilité d’envoyer entre 20 et 30 observateurs militaires des Nations unies jusqu’à fin mars 1994. Le conseil de sécurité donnait son accord et demandait au secrétaire général d’envoyer une proposition détaillée sur le sujet. Du 16 au 30 novembre, 71 policiers militaires restèrent sur place ainsi qu’une unité médicale de 10 membres. En décembre, leurs nombres avaient été respectivement réduits à 30 et 8.
La tâche du groupe de liaison militaire était de maintenir des relations proches avec le gouvernement et de remonter au secrétaire général tout problème affectant la sécurité. Le groupe devait aussi aider les autorités cambodgiennes à régler les problèmes militaires en suspens liés aux accords de Paris. Il serait composé de 20 officiers militaires non armés et dirigé par un Officier chef de liaison militaire (OCLM), désigné par le secrétaire général, avec le consentement du conseil de sécurité. Le groupe devait être basé à Phnom Penh et était distinct du bureau permanent du représentant des Nations unies même si en pratique ils seraient amenés à avoir des contacts réguliers. Dans sa résolution 880 du 4 novembre 1993, le conseil de sécurité avalisait la création du groupe de liaison militaire pour une durée de six mois non renouvelable.
Le groupe fut mis en place à Phnom Penh le 15 novembre 1993, sous la direction du colonel bangladais Muniruz Zaman. Il dirigeait les relations avec les ministères, les administrations et les ambassades, alors que le niveau fonctionnel était confié à d’autres membres qui rendaient compte quotidiennement des conditions de sécurité et de développement au quartier général des Nations unies. D’autres fonctionnaires internationaux furent détachés dans des équipes mobiles pour observer les zones hors de Phnom Penh, à la demande du gouvernement ou quand l’OCLM estimait que cela relevait de leur mandat. Dans le même temps, le 29 mars 1994, le secrétaire général nommait l’australien Michael Kirby comme son représentant au Cambodge. Le 2 mai, le gouvernement demandait une extension de la durée du mandat du groupe de liaison. Le conseil de sécurité décidait d’accepter comme solution alternative la proposition du secrétaire général, de détacher trois conseillers militaires au bureau de son représentant pour l’aider à remplir sa mission. Trois membres du groupe de liaison purent de ce fait rester au Cambodge à l’expiration de son mandat, le 15 mai 1994. Après avril 1995, seul un conseiller militaire restait attaché au bureau du représentant permanent.

## Bilan de l’action de l’APRONUC
Vu le coût de la mission (1,6 milliard de dollars US) et le fait qu’elle était destinée à servir de modèle pour d’autres, elle se devait de ne pas être ressentie comme un échec. C’est d’ailleurs ce que laissait entendre Monsieur Boutros Boutros-Ghali lorsque, le 7 avril 1993, il déclarait devant les membres du CNS : « Le Cambodge et vous-mêmes êtes responsables non seulement du peuple cambodgien, mais de l’humanité tout entière. Si cette expérience échoue, vous contribuerez à l’échec d’expériences similaire en Amérique latine, en Asie, en Afrique et même en Europe où nous vivons aujourd’hui le drame de la Yougoslavie. Donc il faut que cette expérience réussisse ».
Une étude exhaustive se doit tout d’abord de rappeler les points positifs de la mission, à savoir le rapatriement des réfugiés (même si des réserves peuvent être formulées concernant leur réintégration dans la société), le recensement électoral et l’introduction d’un multipartisme qui ne soit pas de façade.
Néanmoins, même si le secrétaire général déclare par la suite le 10 janvier 1994 devant la commission des Affaires étrangères de l'Assemblée nationale française que « l’ONU a assuré de façon satisfaisante, et en dépit de nombreuses difficultés, des tâches militaires, administrative et électorales », et que des spécialistes du Cambodge tels William Shawcross ou Elizabeth Becker ont abondé dans le même sens, tout le monde ne partage pas cet engouement.
Même Yasushi Akashi, lors de son départ, le 13 septembre 1993, n’était pas aussi enthousiaste, lorsqu’il déclare « Je ne pense pas que ce fut un superbe succès. Les Khmers rouges n’ont pas respecté ce à quoi ils s’étaient engagés dans les accords de Paris, ce qui nous a mis dans l’impossibilité de mener à bien le désarmement et la démobilisation des trois autres parties. Le déploiement de l’APRONUC n’a pas été aussi rapide que je le souhaitais et le recrutement de personnel tant civil que militaire a pris beaucoup trop de temps. La qualité du personnel n’a pas été entièrement satisfaisante. Il faudrait à l’avenir avoir des critères de recrutement plus stricts et plus clairs et prévoir si possible des périodes de formation avant d’envoyer quelque part des soldats et des civils ».
Outre les échecs de certains aspects des missions déjà abordés, on peut aussi dénombrer d’autres revers, dont plusieurs effets pervers liés à la présence des forces de l’APRONUC sur le sol cambodgien.

### Inertie
Comme déjà évoqué, le mandat de la mission avait été défini par les accords de Paris, eux-mêmes fruit de longues tractations.
Toutefois, si les ambivalences du discours diplomatique permettent de déboucher sur des décisions qui font consensus, elles ne facilitent pas leur application. Dans le cas présent, le manque de clarté a ouvert la voix à des interprétations contradictoires quant aux buts de la mission. La mission de l’APRONUC était de mettre en œuvre des dispositions approuvées par des parties consentantes et le cas où une ou plusieurs de ces parties refuseraient de tenir leurs engagements n’avaient pas été prévu.
Cela avait été patent dès le début de la mission et fut mis en exergue par le général français Michel Loridon, commandant de la MIPRENUC qui regrettait lorsqu’il a quitté ses fonctions à la fin juillet 1992, le manque de fermeté face à la mauvaise volonté criante du PKD à appliquer les accords qu’ils avaient signés. Il ne fut malheureusement pas le seul à déplorer cette faiblesse et d’autres responsables préférèrent abandonner avant la fin du mandat, déçus par l’impuissance des instances internationales.

### Choix du personnel et neutralité
Bien que la bonne volonté de l’ONU quant à résoudre le problème cambodgien semble difficile à mettre en doute, on peut néanmoins regretter certaines nominations malheureuses dans le personnel déployé. Même si aucun élément tangible n’est venu étayer ce qui est resté au stade des soupçons, un choix plus judicieux aurait évité de prêter le flanc à certaines rumeurs qui ont pu ternir l’image de neutralité que se devait de donner APRONUC.
Au premier chef, on pourra rappeler le côté singulier de demander d’instaurer la démocratie au Cambodge par des ressortissants de pays chez qui ce principe reste du domaine d’un vœu pieux ; on notera que ce problème semble récurrent dans la mise en place de la plupart des missions de maintien de la paix.
Ensuite, le choix de faire stationner des forces thaïlandaises dans les provinces occidentales qui avaient été annexées par leur pays dans les années 1940 et dans lesquelles les unités khmères rouges continuaient à bénéficier du soutien de troupes de Bangkok avant, pendant et après le mandat de l’APRONUC était lui aussi pour le moins malheureux.
Concernant la neutralité des instances internationales, les autorités de Phnom Penh ne pouvaient que voir avec suspicion l’arrivée d’un organisme qui avait continué de soutenir leurs ennemis mortels alors que l’ampleur des crimes du régime Khmer rouge devenait de plus en plus difficile à nier. Les puissances occidentales qui composent l’essentiel de l’encadrement de l’autorité sont ainsi accusées de favoriser sur le terrain leurs alliés du FUNCINPEC et du PLDB au détriment du régime en place à Phnom Penh. La presse se fera par exemple régulièrement l’écho des assassinats de militants, les attribuant au PPC avant même que les enquêtes n’aient débuté et se gardant de publier des démentis quand il sera prouvé que le meurtre n’avait pas de motivation politique. Cette accusation resurgit lors de la proclamation du résultat des élections où le PPC en contesta un temps le résultat, l’attribuant en partie au fait que le personnel recruté par l’APRONUC était « très marqué politiquement » et que la radio de l’autorité avait diffusé des informations préjudiciable aux autorités de Phnom Penh lors des élections.
À l’inverse, alors qu’il était devenu évident que le gouvernement de Phnom Penh ne soustrairai pas l’administration du pays à son influence et que la composante chargée de la reconstruction du pays devait néanmoins intervenir auprès de cette administration, le PKD présentait cette collaboration comme une aide déguisée à un des partis et accusait l’APRONUC d’être en fait un « agent du Viêt Nam ».
En outre, certains postes à responsabilité furent confiés à des personnes déjà impliqués dans l’histoire récente de la région, ce qui là aussi amena des questions quant à leur capacité à ne pas favoriser leurs anciens alliés, même si dans l’ensemble, ces craintes ne s’avèreront pas justifiées. Ainsi, le général John Murray Sanderson, commandant de la composante militaire, avait dirigé en 1971 le 17e régiment du génie australien envoyé au Viêt Nam pour épauler l’armée américaine. On peut aussi rappeler que Thimothy Carney, responsable du département information, était en place à l’ambassade des États-Unis à Phnom Penh pendant que son pays régissait les affaires de la République khmère, puis, dans les années 1980 et alors qu’il était en poste à Bangkok, fut chargé de la mise en œuvre de la politique américaine qui amena au réarmement khmer rouge.
Enfin, concernant Boutros Boutros-Ghali, ses sympathies avec Khieu Samphân, qui se seraient nouées dès les années 1950 quand tous deux fréquentaient les bancs de la Sorbonne, apparurent au grand jour, lorsqu’ils se rencontrèrent à Phnom Penh en 1998, après la reddition du second aux forces du gouvernement cambodgien et pourraient en partie expliquer le choix du premier nommé de persister à privilégier contre toute attente le dialogue avec le second alors que les manquements du PKD à tenir ses engagements se faisaient jour après jour plus criants.
Toutefois, pour conclure le sujet, on pourra rappeler que l’essentiel des évènements que le Cambodge a traversés durant la seconde moitié du XXe siècle était liés à la guerre froide et qu’à ce titre il aurait été difficile de trouver des responsables qui ne soient pas impliqués d’une manière ou une autre dans ce qui s’y était passé.

### Ouverture brutale à l’économie de marché
L’arrivée dans un pays replié sur lui-même depuis une quinzaine d’années de l’APRONUC et de nombreuses ONG avec des techniques de pointe et du personnel provenant d’horizons divers ne pouvait que mettre à mal le fragile équilibre du Cambodge.
Même si les retombées financières sont énormes, qu’ainsi les chiffres de l’aide au développement quadruplent entre 1991 et 1992) et que ceux du commerce extérieur triplent sur la même période, la présence de plus de 20 000 personnes touchant des indemnités journalières entre 80 et 150 dollars US dans un pays où le revenu annuel moyen était de 200 $ provoqua un dérèglement économique et une inflation galopante.
Outre l’augmentation des salaires et des loyers qui suivit le recrutement de personnel local et la location de logements et de bureaux, une partie importante des investissements et de la main d’œuvre se détourna de la production des biens de première nécessité pour se consacrer à la spéculation immobilière ou aux services à la personne, essentiellement pour les étrangers vivant au Cambodge.
Dans le même temps, le nombre de sociétés privées double entre 1990 et 1992, mais la plupart des entreprises industrielles privées sont cédées aux investisseurs étrangers, disposant de fonds plus importants.
L'afflux massif des capitaux de l'aide internationale provoqua des tractations entre factions politiques sur les postes à responsabilité qui permettaient la redistribution de cette manne financière. Avec le temps, les pourparlers se transformèrent en surenchères de plus en plus coûteuses pour leurs titulaires qui une fois nommés étaient plus soucieux de rentabiliser leur investissement que d’œuvrer pour le bien public. Si ce phénomène n’est pas nouveau, qu’il avait déjà fait l’objet de critiques envers la république khmère et été une des causes du mécontentement qui à la fin des années 1960, avait rythmé la fin du régime de Sihanouk, les sommes en jeu n’ont aucune commune mesure avec celles des périodes précitées et donnent à un groupe restreint le pouvoir d’acheter et revendre l’ensemble des ressources du pays. Cette situation s'accompagna aussi l’émergence de circuits de trafics en tout genres et de blanchiments illicites.
La conséquence sur la monnaie locale ne se fait pas attendre ; le cours du riel passait de 100 pour 1 dollar US en janvier 1992, à 3 000 pour 1 en décembre, obligeant l’APRONUC à prendre le contrôle de la banque nationale du Cambodge. De plus, l’enrichissement touche inégalement le pays et se limite en fait à Phnom Penh et à la ville portuaire de Kampong Som, rebaptisée Sihanoukville.

### Dépravation des mœurs
Norodom Sihanouk déclara à de multiples reprises qu’à ses yeux, l’arrivée massive de troupes étrangères, qu’il avait pourtant encouragée, avait conduit à salir et déshonorer la réputation de la femme cambodgienne ainsi qu’à développer la prostitution. Si le jugement peut paraitre excessif, une étude de l’Organisation mondiale de la santé estime néanmoins que le nombre de prostituées au Cambodge était passé de 6 000 en 1991 à plus de 20 000 après l’arrivée des troupes de l’ONU en 1992, dont 35 % ont moins de 18 ans. Cela avait aussi amené à propager le SIDA dans un pays où les habitants n’étaient pas préparés et la même étude montrait qu’en 1995, entre 50 000 et 90 000 cambodgiens étaient infectés.
À cela, on pourra ajouter les abus auxquels se sont livrés plusieurs membres des troupes onusiennes dont le comportement n’avait rien à envier à certaines armées d’occupation. Si le témoignage d’un docteur ayant exercé à l’hôpital de Preah Vihear et qui sous le couvert de l’anonymat affirmait à Raoul-Marc Jennar qu’« il y a eu toute une période où la majorité des patients  étaient de jeunes garçons victimes de violences sexuelles perpétrées par des soldats de l’ONU » bien que plausible semble difficile à prouver, le rapport de l’Institut de recherche des Nations unies pour le développement social qui soutenait que « le comportement  et les abus d’une partie de son personnel et le relatif manque de sanction de la part de ses autorités, ont ébranlé la crédibilité de l’APRONUC et ont rendu ses missions plus difficiles » ne souffre quant à lui aucune contestation.

### Réconciliation des 4 factions
Comme l’affirmait le secrétaire général le 7 novembre 1991, « pour que l’opération réussisse, il faudra que toutes les parties concernées observent strictement et fidèlement les termes des accords de Paris et apportent leur coopération entière et constante pendant toute la période de transition ».
Toutefois, dès avant la signature de ces accords, de sérieux doutes pouvaient être émis quant à la volonté des différents protagonistes à coopérer. Le choix du nom de ce qui deviendra le CNS donna ainsi lieu à une bataille d’arguties fastidieuse, les dirigeants de la république populaire du Kampuchéa refusant qu’une autre entité que la leur puisse se targuer du qualificatif de gouvernement avant les élections. La principale interrogation concernait les deux formations les plus actives, à savoir le gouvernement de Phnom Penh et le PKD. Pouvaient-ils oublier leurs inimités respectives, alors que l’un dénonçait depuis plus d’une décennie les crimes de masse de l’autre pendant que cette dernière reprochait à la première de s’être mise au service d’une puissance étrangère dont les Cambodgiens craignaient depuis des siècles les visées expansionnistes sur leur pays ? Très vite, il est apparu que ces deux factions étaient moins intéressées par instaurer la démocratie au Cambodge que par l’opportunité de prendre le dessus sur leurs adversaires et assoir leur influence sur le pays.
Ainsi, les autorités de l’ancienne république populaire du Kampuchéa espéraient que l’APRONUC puisse désarmer les troupes khmères rouges alors que ceux-ci attendaient des instances internationales qu’elles démantèlent les structures administratives déployés par les premiers nommés. Mais il était rapidement devenu clair qu’aucune de ces deux espérances ne seraient respectées et que rapidement le seul point d’accord de ces deux parties étaient leur perception à reconnaître les forces internationales comme hostiles à leur égard.
Ainsi, le CNS qui avait été défini comme le « point central de liaison pour l’ONU au Cambodge » et qui devait permettre aux quatre factions, en outre engagées dans une compétition électorale, de diriger ensemble le pays a surtout montré leurs nombreux désaccords qui ont paralysé son action.

### Suppression des références au Kampuchéa démocratique
Au début 1979, quand l’armée vietnamienne avait pénétré au Cambodge et alors que les exactions du gouvernement du Kampuchéa démocratique n’étaient plus un secret pour personne, l’ONU condamnait l’intervention. À la demande de la Chine, qui perdait un de ses rares alliés dans la région et des pays de l’association des nations de l'Asie du Sud-Est qui s’inquiétaient de la montée en puissance du Viêt Nam et de son mentor soviétique à leurs frontières, l’assemblée générale des Nations unies, « regrettant profondément l’intervention armée de forces extérieures dans les affaires intérieures du Kampuchéa », refusait de reconnaitre le gouvernement installé à Phnom Penh par les troupes de Hanoï et gardait aux partisans de Pol Pot le droit de représenter leur pays devant les instances internationales alors qu’ils ne régnaient plus que sur quelques parcelles de jungle près de la frontière thaïlandaise.
La condamnation était réitérée d’années en années et la création en 1982 d’un gouvernement de coalition en exil comprenant outre la faction khmère rouge, les monarchistes du FUNCINPEC et les républicains du FNLPK avait été fortement encouragée par la communauté internationale dans le but de faire émerger une opposition à la présence des troupes vietnamiennes plus crédible, au fur et à mesure que l’ampleur des crimes du Kampuchéa démocratique étaient révélés. La manœuvre s’avérera rapidement infructueuse et servira plus les desseins des partisans de Pol Pot qui bénéficiaient ainsi d’un regain de respectabilité tout en présentant toujours la majeure partie des troupes de l’alliance.
La situation s’enlisa pendant près de dix ans. Le gouvernement de Hanoï justifiaient la mise sous tutelle du Cambodge comme le seul recours viable contre le retour aux affaires du Kampuchéa démocratique alors que les fidèles khmers rouges étaient des acteurs incontournables de la résistance à l’occupation vietnamienne de fait. Les choses n’évoluèrent qu’à la fin des années 1980 et le déclin de l’URSS. La fin de l’aide soviétique ne permettait plus au Viêt Nam de prendre en charge les coûts de son assistance au gouvernement de Phnom Penh ; celui-ci acceptait de laisser les dirigeants khmers rouges s’assoir à une table de négociations.
Alors que les pourparlers de paix s’amorçaient, le FUNCINPEC, le FNLPK et la communauté internationale se devait de ménager la susceptibilité des partisans de Pol Pot sous peine d’avoir à s’expliquer sur leur compromission depuis une décennie. Dans le même temps, la dénonciation des crimes du régime Khmer rouge restait le principal cheval de bataille du gouvernement de Phnom Penh et révéler ces exactions permettait de justifier les manquements aux droits de l’homme de la République populaire du Kampuchéa et la mise sous dépendance du pays par l’ennemi héréditaire vietnamien.
Aussi, si l’accord pour un règlement politique global du conflit du Cambodge signé à Paris stipulait la nécessité de prendre des mesures efficaces pour assurer que ne soit jamais permis un retour à la politique et aux pratiques du passé, cette clause elliptique avait nécessité une intense activité diplomatique pour être incluse. Toujours au nom de la réconciliation nationale, les références trop marquantes, telles les commémorations de la chute du régime khmer rouge furent – pour un temps – gommées.
Cette amnésie forcée n’était pas sans effet. Une dizaine d’années après, une forte proportion de la population cambodgienne doutait que les atrocités aient réellement été commises,. D’autres, parmi les habitants d’Anlong Veng – le dernier bastion khmer rouge qui resta sous leur contrôle jusqu’en 1998 – continuaient, dix ans après la reprise de leur ville par les forces gouvernementales, de penser que leurs anciens maitres n’étaient pas responsables des atrocités dont on les accusait. Enfin, la période khmère rouge n’apparut dans les manuels scolaires qu’en mai 2009.
Toutefois, à la décharge de l’ONU, cette mise en sommeil d’un pan de l’histoire contemporaine doit plus à la volonté des trois composantes opposées à la République Populaire du Kampuchéa qu’à celle des instances onusiennes. Enfin, le travail de mémoire sur cette époque fut grandement facilité à partir de 2007, par la mise en place – certes tardive - des Chambres extraordinaires au sein des tribunaux cambodgiens chargées de juger les derniers dirigeants encore en vie du Kampuchéa démocratique et qui doit beaucoup à la persévérance de l’organisation internationale.

### Coût exorbitant
Le premier coût qu’il convient de ne pas oublier est celui des 82 personnes étrangères décédées en accomplissant une mission de maintien de la paix. Ce chiffre ne comprend pas les Cambodgiens victimes des exactions des partisans de différents partis lors du mandat.
On pourra ensuite évoquer le budget, préalablement fixé à 600 millions de dollars, qui atteindra finalement 1,6 milliard de dollars et qui à l’époque constituait l’opération la plus importante jamais organisée par l’ONU. Si tel était le cas, ce n’est plus aujourd’hui d’actualité. Ainsi par exemple, les opérations dans l’ancienne république fédérative socialiste de Yougoslavie (FORPRONU, puis ONURC, FORDEPRENU et enfin QG-FPNU) ont nécessité 4,6 milliards, celles en Somalie (ONUSOM) 1,7, et celles en Sierra Leone (MONUSIL & MINUSIL) 2,8 sans qu’aucune de ces missions ne soit exempte de reproches.
D’autre part le fait que devant la persistance de rumeurs concernant les dépenses inconsidérées et la corruption liée à cette opération, les instances internationales avaient du mettre en place une commission d’enquête montre que ces accusations comportait certains fondements .
Enfin, loin de se sentir redevable, Hun Sen, premier ministre cambodgien et dont l’aversion pour les forces internationales n’est un secret pour personne, prétend « que 80 % de ce budget n'est pas entré dans les poches des Cambodgiens mais a été employé à l'achat de matériel à l'étranger ». Même s’il parait difficile d’étayer une telle affirmation, on ne peut pas pour autant la rejeter en bloc. En effet, on peut supposer que les 200 dollars journaliers des quelque 20 000 personnes du contingent de l’ONU, même s’il est difficile de les chiffrer avec précision, doivent représenter une part non négligeable du budget.

## Symboles

### Drapeau
L'État éphémère utilisa un drapeau officiel bleu (le même bleu que celui de l'ONU) avec la forme blanche du pays en son centre. Le nom du pays en khmer, កម្ពុជា, est écrit en bleu au milieu.

### Emblème
L'État utilisa aussi un emblème qui est en fait le logo officiel de la Résolution 745 du Conseil de sécurité des Nations unies. C'est cette résolution qui autorisa la création de l'APRONUC. On y voit un cercle du même bleu que celui du drapeau de l'ONU. Il y a une représentation en noir et blanc du temple d'Angkor Vat. Le nom du pays en khmer, កម្ពុជា, est écrit en bleu en dessous.

Drapeau de l'APRONUC.
Emblème de l'APRONUC.